# Bressanone
Bressanone (AFI: /bressaˈnone/; Brixen in tedesco, [ˈbʁɪksn̩], ; Persenon, [pəʀsəˈnɔŋ], o Porsenù in ladino) è un comune italiano di 23 167 abitanti, il terzo per popolazione della provincia autonoma di Bolzano in Trentino-Alto Adige. È il capoluogo storico, artistico, culturale, economico, sociale ed amministrativo del comprensorio della Valle Isarco.
Secondo la tradizione Bressanone venne fondata nel 901, tre secoli prima della costituzione della Contea del Tirolo. Dal 1004 e durante il corso dei secoli è stata sotto dominazione ecclesiastica del principe vescovo di Bressanone, del quale fu la residenza principale. È sede - insieme al capoluogo della provincia Bolzano - della diocesi di Bolzano-Bressanone, costituita nel 1964 staccando dall'arcidiocesi di Trento la città di Bolzano e il territorio a sud di quest'ultima e aggregandolo alla diocesi di Bressanone, mentre i territori della diocesi di Bressanone ora siti in Austria (Valle dell'Inn) sono stati staccati dalla diocesi di Bressanone ed aggregati a quella di Innsbruck.
I santi patroni della città sono Cassiano di Imola - festeggiato il secondo sabato dopo Pasqua con festa esterna la domenica seguente - e i vescovi Albuino e Ingenuino - patroni contro la siccità e festeggiati il 5 febbraio. Le loro reliquie sono custodite nel duomo di Bressanone.

## Geografia fisica

### Territorio
Situata in fondovalle a circa 560 m s.l.m., si trova alla confluenza della Rienza nell'Isarco. A est si trovano le cime del Gruppo della Plose con il monte Telegrafo (2.504 m s.l.m.), a ovest la cima Cane (2.354 m s.l.m.) e il monte Pascolo (2.439 m s.l.m.). È situata circa 40 km a nord di Bolzano, circa 45 km a sud del valico del Brennero (confine italo-austriaco) e 35 km a ovest del comune di Brunico (in val Pusteria).
Viene attraversata dall'autostrada del Brennero, con un casello 5 km più a nord (Bressanone-Val Pusteria) e uno 8 km più a sud (Chiusa-Val Gardena). Dal 3 gennaio 2007 è stato aperto anche il casello di Bressanone-Zona industriale, concepito solo in direzione nord in entrata e in direzione sud in uscita ma molto più vicino al paese e soprattutto alla sua zona industriale. È prevista anche l'apertura nella direzione opposta.
Nella zona di Millan si trova il biotopo Prà Millan. Diverse sono le aree verdi della cittadina, tra cui i giardini Rapp, costruiti dopo l'inondazione disastrosa del 1882, quando si decise di spostare la confluenza dei due fiumi. I lavori, sostenuti anche grazie al barone e capitano von Rapp, iniziarono nel 1883 ed ebbero termine l'anno successivo: la confluenza fu spostata più a sud e l'immissione dell'Isarco non fu più così perpendicolare come in origine. La nuova lingua di terra venutasi a formare fu utilizzata per la creazione dei giardini.

#### Karlspromenade
Lungo la costa est di Bressanone, nella frazione di Millan, si trova la Karlspromenade: una storica passeggiata costruita nel 1903 in memoria dell'imperatore Carlo I d'Austria, che trascorse alcuni momenti della sua vita presso la Cura Guggenberg, amando passeggiare lungo questa via che anticamente partiva proprio da lì e conduceva sino alla vecchia chiesa di Millan, Maria am Sand e quindi alla residenza Karlsburg.
Dal 2010 questa passeggiata prosegue con il cosiddetto sentiero dei Salmi e a seguire con una via crucis, sino ad incontrare la strada che porta a Luson. Da qui il sentiero, attraversando la strada, scende fino al fiume Rienza, dove è stato ricostruito un vecchio ponte, dedicato ad Andreas Hofer (18 luglio 2009). Oltrepassato il fiume, un sentiero che prosegue con alcune scale porta in località Seeburg, da dove è possibile scendere verso il centro storico passando dall'antico rione di Stufles.

### Sismologia
Secondo la Classificazione sismica il comune appartiene alla zona 4 (sismicità molto bassa).

### Clima
In base alla media di riferimento 1951-2010, la temperatura media del mese più freddo - gennaio - si attesta a -2,0 °C; quella del mese più caldo - luglio - è di +19,2 °C.
Le precipitazioni medie annue si aggirano attorno ai 700 mm, mediamente distribuite in 85 giorni con un accentuato minimo invernale, stagione in cui si verificano generalmente a carattere nevoso, ed un picco in estate, quando possono verificarsi frequenti temporali per il contrasto di diverse masse d'aria, favorito dalla vicinanza della catena alpina.
Bressanone appartiene alla zona climatica F.
| Bressanone          | Mesi | Mesi | Mesi | Mesi | Mesi | Mesi | Mesi  | Mesi  | Mesi | Mesi | Mesi | Mesi | Stagioni | Stagioni | Stagioni | Stagioni | Anno  |
| Bressanone          | Gen  | Feb  | Mar  | Apr  | Mag  | Giu  | Lug   | Ago   | Set  | Ott  | Nov  | Dic  | Inv      | Pri      | Est      | Aut      | Anno  |
| ------------------- | ---- | ---- | ---- | ---- | ---- | ---- | ----- | ----- | ---- | ---- | ---- | ---- | -------- | -------- | -------- | -------- | ----- |
| T. max. media (°C)  | 2,6  | 7,2  | 12,5 | 16,7 | 21,3 | 24,7 | 26,9  | 26,3  | 22,5 | 16,3 | 8,1  | 2,8  | 4,2      | 16,8     | 26,0     | 15,6     | 15,7  |
| T. min. media (°C)  | −6,5 | −4,1 | −1,0 | 2,8  | 6,7  | 9,7  | 11,5  | 11,0  | 8,1  | 3,7  | −1,4 | −5,4 | −5,3     | 2,8      | 10,7     | 3,5      | 2,9   |
| Precipitazioni (mm) | 21,0 | 20,8 | 28,4 | 44,1 | 79,7 | 83,7 | 109,4 | 113,9 | 68,0 | 51,9 | 48,5 | 23,8 | 65,6     | 152,2    | 307,0    | 168,4    | 693,2 |
| Giorni di pioggia   | 4    | 4    | 5    | 7    | 11   | 10   | 11    | 10    | 7    | 6    | 6    | 4    | 12       | 23       | 31       | 19       | 85    |

## Origini del nome
Il toponimo è attestato per la prima volta nell'827 come Pressena (menzionato in un documento di Quartinus, ma è controverso, se si tratti della stessa località). L'appartenenza dei fondatori della città, i Brixeneti, al gruppo etrusco-retico e il confronto con i nomi attuali della città in ladino (Persenù), ma anche in bellunese (Persenòn) conducono all'etimo con radice etrusca Φersu (Paersonius/Porsaenna, col significato di grande/i persona/e, (come, ad esempio, fu chiamato il re della etrusca Chiusi, Porsenna); quindi: città fondata/retta da grandi persone/grande personaggio). Documenti altomedievali dell'827 riportano per la città ancora il nome Pressena. Dal 901 troviamo la forma Prichsna, nel 935-955 appare come Prixina, nel 967 come Brihsine. La forma tedesca Brixen (1297) evolve probabilmente dal termine celtico brik/brig ("altura, sommità", analogamente a Brigantia (Bregenz) e Brixia (per Brescia e Bresso). La forma italiana corrisponde a quella ladina Persenù e a quella veneta settentrionale Persenón.

## Storia

### Dall'antichità al Medioevo
I primi insediamenti in loco risalgono all'età mesolitica (uno di questi si trova nella zona di Stufles (Stufels). Altre testimonianze dell'antichità della città sono dei resti risalenti all'età del bronzo a Rivapiana (Plabach).
Durante i lavori per il restauro ed il consolidamento della piazza Duomo (1996), sono stati scoperti i resti di una capanna risalente a circa 2500 anni fa, a una profondità di circa 4 metri nel sottosuolo. Attorno al 15 a.C. la zona fu integrata da Druso, figliastro dell'imperatore Augusto, nella sfera d'influenza romana. La conquista dei territori alpini fu ricordata nel monumento Trofeo delle Alpi dove, tra le varie tribù sconfitte, compare il gruppo etrusco-retico più settentrionale dei Brixeneti.
Ai romani seguirono storicamente, in seguito alle invasioni barbariche, i baiuvari. Si hanno tracce di Bressanone in un antico scritto del 590 d.C., quando il territorio aggregato al Ducato di Baviera. A questo revirement politico corrispose ancora nel tardo VIII secolo l'aggregazione della struttura ecclesiastica regionale al principato arcivescovile di Salisburgo, sostituendo l'appartenenza tardoantica al patriarcato di Aquileia. Da un documento del 13 settembre 901, si sa che l'allora vescovo Zaccaria della diocesi di Sabiona, ricevette come regalo una grande tenuta agricola (nota come mansus Prihsna), dall'allora re Ludovico IV il Fanciullo, l'ultimo dei Carolingi. Tradizionalmente si considera questo documento come l'atto di fondazione della città.
Tra il 960 e il 990 il paese ebbe un intenso sviluppo edilizio ad uso ecclesiastico, assieme a una prima versione dell'attuale Duomo di Bressanone, tanto che nel 965 i vescovi di Sabiona decisero di trasferirsi nella vicina cittadina di Bressanone. Da questa data Bressanone diventa il centro spirituale di una diocesi di vaste dimensioni. Fra i vescovi di allora spicca la figura di Albuino, discendente della casata degli Ariboni, che aveva importanti relazioni con diverse corti principesche ed in particolar modo con quella imperiale. Il suo successore, il vescovo Heriward (1017-1022) diede inizio alla costruzione delle mura della città, che furono portate a termine dal vescovo successivo, Arduico (in tedesco Hartwig, 1022-1039), con l'aggiunta di ampi fossati a nord e ad ovest e di torri da difesa a sud della città.

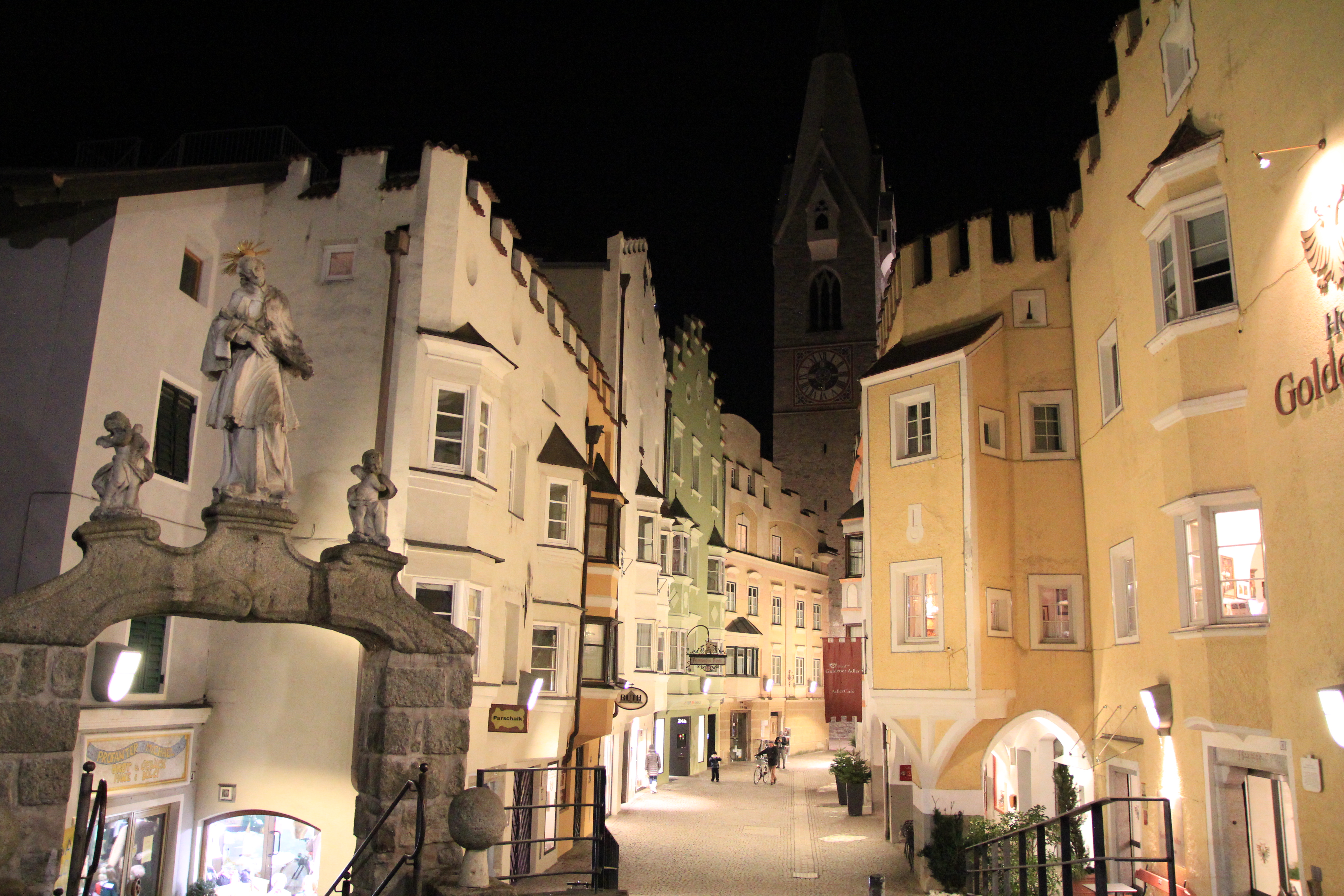
Uno scorcio del centro storico con i tipici portici.

Il 7 giugno 1027 l'intera Val d'Isarco, assieme alla Valle dell'Inn, fu sottratta al duca ribelle Welf II di Baviera, e data in dono al vescovo Arduico, dall'imperatore Corrado II, congiuntamente all'attribuzione del potere temporale come principe vescovo, analogamente a quanto in quegli anni accadeva per i vescovi delle vicine Arcidiocesi di Trento e di Coira (dal 1170 capoluogo del cantone dei Grigioni nella Confederazione elvetica).
Nel 1038 la chiesa parrocchiale di Bressanone fu dedicata a San Michele Arcangelo.
L'allora vescovo della diocesi di Bressanone, Poppo, fu eletto Papa, con il nome di Damaso II, nel 1048.
Tra il 25 ed il 26 giugno 1080 nel duomo e nel battistero di San Giovanni si tenne il sinodo episcopale, in cui l'imperatore Enrico IV, coadiuvato dal vescovo Arduico, riuscì a far deporre Papa Gregorio VII, facendo insediare come antipapa Clemente III. Nell'anno 1091 ai Principi-vescovi di Bressanone fu concessa la contea della Pusteria. Nel 1179 l'imperatore Federico I concesse i diritti regali di sovranità.
Venne successivamente completata la cinta muraria della città nel 1115, nel 1230 il nuovo convento per le monache clarisse (dove tuttora ha sede) e nel 1265 fu terminata la nuova versione del palazzo vescovile. Una menzione meritano sicuramente il beato Hartmann vescovo, fondatore dell'Abbazia di Novacella, il quale fu anche amico e consigliere di Federico Barbarossa, e il vescovo Bruno von Kirchberg (1250-1288), fondatore della città di Brunico e spesso in lotta con le potenti famiglie nobili del luogo come i Voitsberger, ai quali rase al suolo il castello.
Durante tutto il periodo medioevale la fiorente città vescovile rimase uno dei più importanti centri artistico-culturali della zona alpina. Essa visse alterne vicende sull'effettivo potere temporale, conteso tra il principe vescovo di Bressanone e i conti di Tirolo. Nel 1363, per eredità, la Contea del Tirolo passò alla casata degli Asburgo. Nel 1444 il centro storico subì un brutto incendio che devastò la zona dei Portici.
Nel 1450 Nicola Cusano fu eletto vescovo e quindi cardinale di Bressanone (1452-1464) con incarico papale per la riforma delle terre tedesche. Egli entrò in contrasto con i conti del Tirolo, con il duca Sigismondo e con la bellicosa Verena von Stuben, di Castel Badia, badessa del monastero delle Benedettine in Pusteria. Successivamente Cusano si autoproclamò duca, anche se dopo la sua morte il potere tornò agli Asburgo, in qualità di conti del Tirolo.

### Dal Medioevo ai nostri giorni

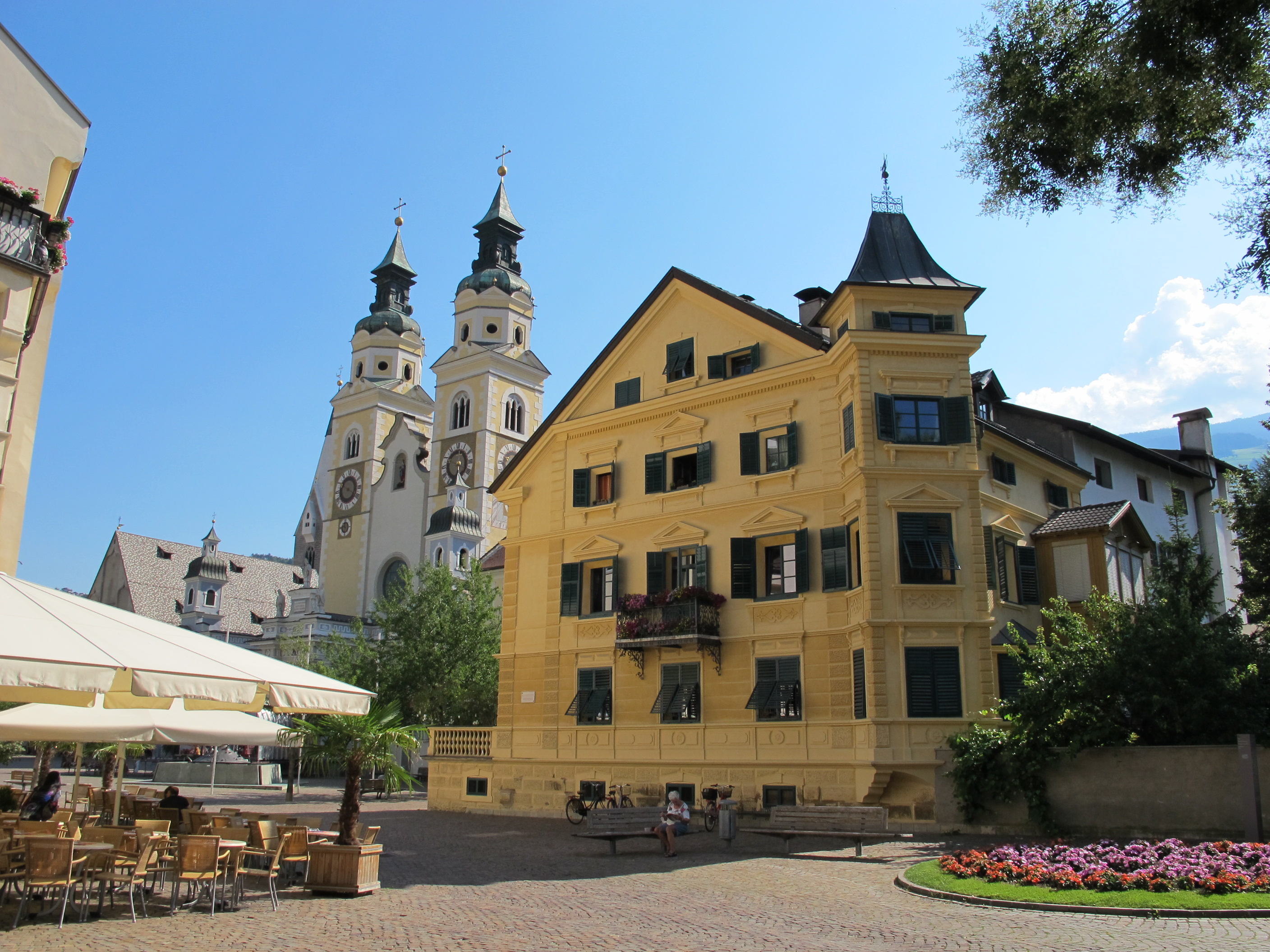
Piazza vescovile

Giovanni III del Portogallo regalò al nipote Massimiliano II d'Asburgo l'elefante indiano Solimano che transitò per Bressanone nel dicembre 1551, restandovi per due settimane. L'oste Andree Posch della locanda am Hohen Felde, nelle cui stalle il pachiderma fu ospite, da allora l'ha ribattezzata in Elephant, sulla cui facciata il pittore Leonhard Mair ne ha disegnato la scena.
Agli inizi del XVI secolo si ebbe a Bressanone una prima incanalazione delle acque correnti, provenienti dalla zona di Varna, e portate a destinazione tramite tronchi scavati di larice. Nel 1558, si ebbe anche la prima fontana con acqua corrente, posta vicino alla torre Bianca. Nel 1607 nella città venne fondato il seminario di Bressanone, il cosiddetto Priesterseminar (attivo anche nel 2012, anche se sempre meno frequentato).

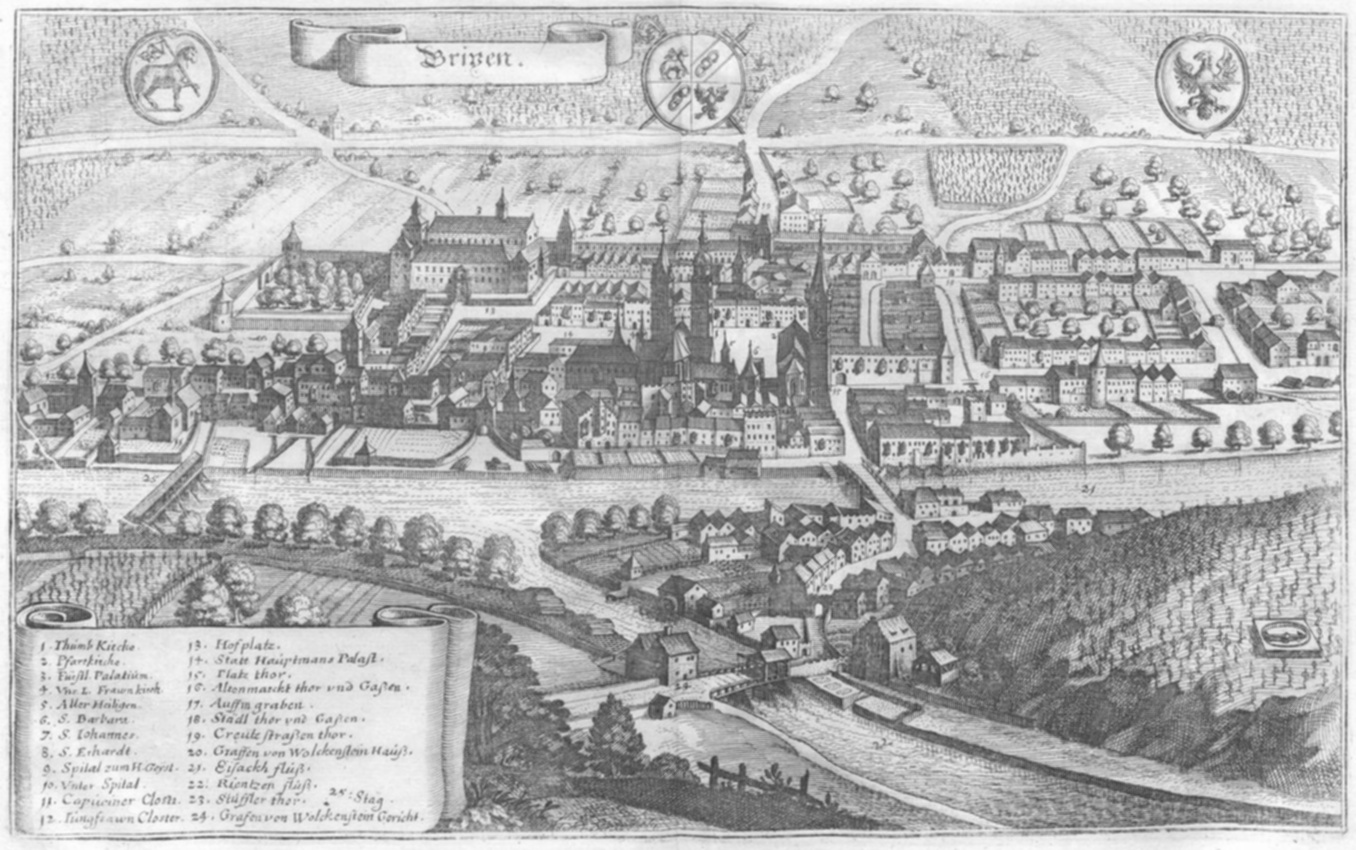
Veduta di Bressanone in una stampa del 1679.

Il 23 marzo 1797 12 000 uomini delle truppe napoleoniche, agli ordini del generale Joubert, arrivarono ed occuparono Bressanone. L'enorme massa di soldati portò al diffondersi di un'epidemia, causando la morte di migliaia di persone, che furono inumate in fosse comuni tra Millan e Bressanone. Ma, già il 3 aprile, le truppe si ritirarono. Dal 1803 la città, che allora contava circa 3 000 abitanti, conobbe un periodo di decadenza legato alla fine del principato. Questa si rese sempre di più conto di quanto fosse legata ai principi. Solo sei anni dopo, nella notte del 6 dicembre 1809 le truppe napoleoniche devastarono tutte le residenze nobiliari ed i castelli, oltre a circa 200 masi attorno alla città.

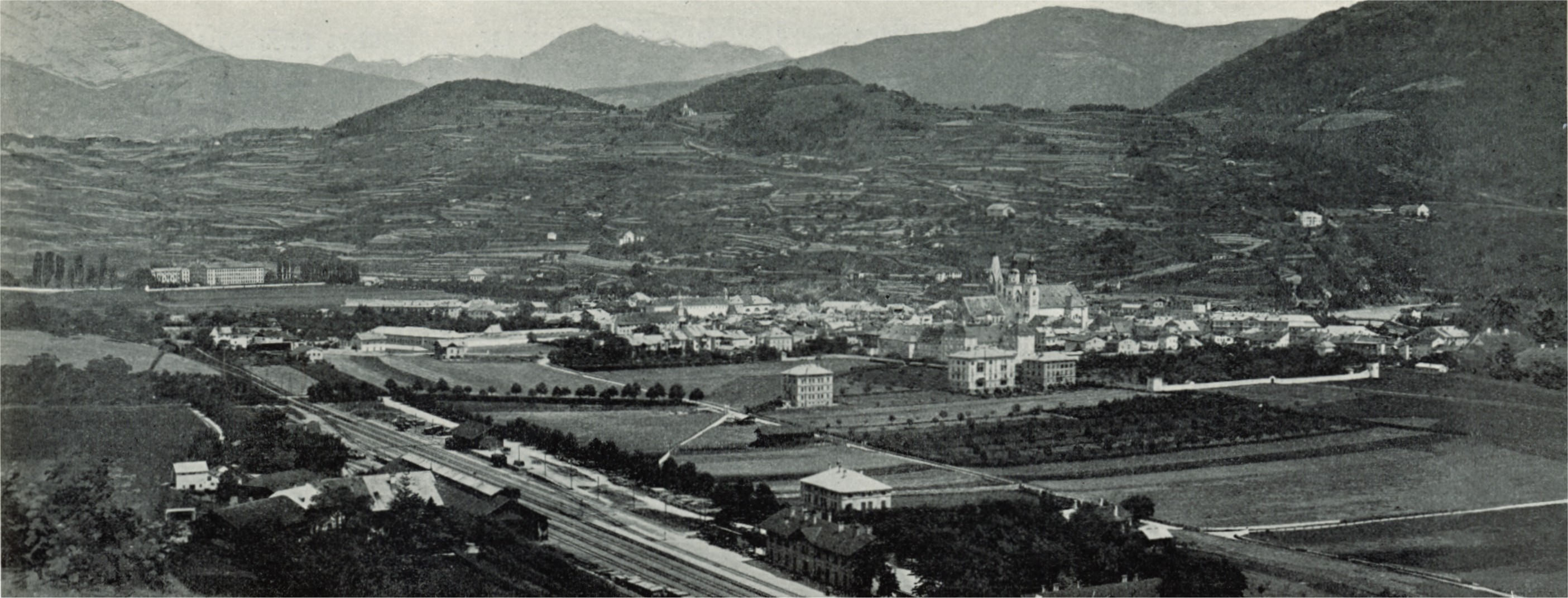
Vista da sud di Bressanone nel 1898

Nel 1814, con la sconfitta delle truppe francesi, il Tirolo e quindi Bressanone ritornano a far parte dell'Impero austriaco, che nel 1867 si trasformò nell'Impero austro-ungarico. Nel suo libro, 1830: Reisebilder. Dritter Teil (traducibile in italiano con, "Quadri di viaggio. Terza parte") Heinrich Heine descrisse ne "Il viaggio da Monaco a Genova", alcune caratteristiche al riguardo della città vescovile, annotando: "Ovunque una puzza asfissiante di immagini sacre e di fieno secco".
Nell'anno 1865 lungo l'asse del Brennero iniziano i lavori per la realizzazione della ferrovia del Brennero, e il 24 agosto 1867 il primo convoglio giunge a Bressanone. La decisione di far partire la diramazione della ferrovia della Val Pusteria da Fortezza (invece che da Bressanone come era stato inizialmente stabilito), significò una perdita in termini economici per la città di Bressanone. Quasi contemporaneamente vi fu anche una rinascita in campo religioso e culturale. Furono fondate nuove scuole come il seminario vescovile (detto "maggiore") e più tardi anche il seminario minore (il Vinzentinum).
La sistemazione dei bacini fluviali della Rienza e dell'Isarco negli anni 1883 e 1884 portò la città alla prosperità. La sistemazione delle condutture che inizialmente trasportavano l'acqua attraverso tronchi di larici, venne migliorata, e si costruì una nuova condotta d'acqua presso Scaleres.
L'allora sindaco Otto von Guggenberg gettò nel 1889 le basi per il primo stabilimento idroterapico secondo il sistema Kneipp a sud del Brennero. Nel 1899 fu fondato il Kurverein (circolo per la cura) e quindi Bressanone divenne un rinomato centro di cura (il centro Guggenberg esiste tuttora).
Nel 1903 fu costruita la centrale idroelettrica di Sciaves. La centrale venne inaugurata il 22 dicembre 1903 dal sindaco Otto von Guggenberg e l'avvenimento fu celebrato con una poesia di Albertine Luhde-Ilg. pubblicata il 24 dicembre sulla "Brixener Chronik". In seguito, a partire dal 1937, essa fu sostituita dalla centrale costruita nella stretta di Hachl, lungo la Rienza.
Nel 1914 scoppiò la prima guerra mondiale: la popolazione maschile di Bressanone venne mobilitata e spedita in guerra, e nel 1915 la città si trovò a breve distanza da un altro fronte, e cioè quello italiano. Nel novembre 1918 le truppe italiane occuparono Bressanone, che assieme all'intero Alto Adige entrò a far parte del Regno d'Italia, mentre il restante territorio del Tirolo (Tirolo del Nord e Tirolo Orientale) rimase all'Austria.
Fino al 1925 nel centro cittadino vi era un servizio di sorveglianza, organizzato dai cosiddetti "guardiani notturni". Costoro sorvegliavano l'ordine pubblico durante la notte, dopo aver chiuso le porte della cinta muraria. Inoltre dovevano avvisare in caso di incendi, furti e avvistamenti di nemici, oltre ad annunciare ad alta voce l'ora esatta. In particolare a Bressanone avvenne che uno dei guardiani morì improvvisamente, e la moglie ne prese il posto, dando così origine alla leggenda della "dama della torre".
Durante il fascismo, la città fu oggetto con l'intera regione di un processo di italianizzazione forzata. Successivamente furono attuate le "Opzioni", un accordo fra il Regno d'Italia e la Germania che obbligava i cittadini altoatesini a scegliere tra cittadinanza italiana e tedesca e tra rimanere nella provincia, accettando la definitiva italianizzazione, o trasferirsi oltreconfine. Nel 1928 al territorio comunale vengono aggregati i territori dei soppressi comuni di Millan, Sarnes, Albes e Monteponente, e la frazione di Elvas, staccata dal comune di Naz. Nel 1941 vengono invece aggregati i territori del soppresso comune di Sant'Andrea in Monte. Dal 1943 al 1945 la città fece parte della Zona d'operazioni delle Prealpi. Nel 1964 vi è una nuova sistemazione dei confini della diocesi che corrispondono da allora a quelli della provincia di Bolzano, e la sede della diocesi, rinominata in diocesi di Bolzano-Bressanone, si spostò da Bressanone a Bolzano.
Nel 1950, per il timore di possibili manifestazioni antitaliane in piazza Duomo, la polizia ha ordinato di limitare gli spazi liberi nella piazza. L'allora sindaco, Natale Dander, fece realizzare le due aiuole, recentemente rimosse quando vi è stata l'ultima revisione dell'intera piazza. Un momento importante per la comunità italiana di Bressanone fu nel 1952, quando don Giuseppe Franco, canonico del Duomo di Bressanone, pose la prima pietra dell'oratorio dedicato a don Bosco. Il complesso della struttura, dopo oltre cinquant'anni di attività è stato demolito nel gennaio 2010, per essere successivamente ricostruito nel 2011.
Negli anni cinquanta, il clima a Bressanone era maggiormente freddo e dava la possibilità di pattinare sulla superficie ghiacciata del laghetto, originato per regolare il corso dell'Isarco negli anni 1882-1895. Nel 2001 la città di Bressanone ha festeggiato i suoi 1100 anni di storia, con un giubileo cittadino.

Gonfalone

### Simboli
Lo stemma più vecchio con l'agnello risale al 1297, noto dal 1305 come lo stemma dell'agnello. Il 13 novembre 1928 fu adottato uno stemma recante nella metà superiore le mura cittadine e una porta sul prato; nella metà inferiore l'agnello. Nel 1966 fu ripristinato il vecchio stemma rappresentante un agnello bianco rivoltato, con l'aureola d'oro, su sfondo rosso, che con la zampa sinistra sostiene una bandiera con la croce rossa.
La bandiera è composta da un tricolore orizzontale giallo (rappresentante la Chiesa), bianco e rosso (rappresentanti il Tirolo storico).

## Monumenti e luoghi d'interesse

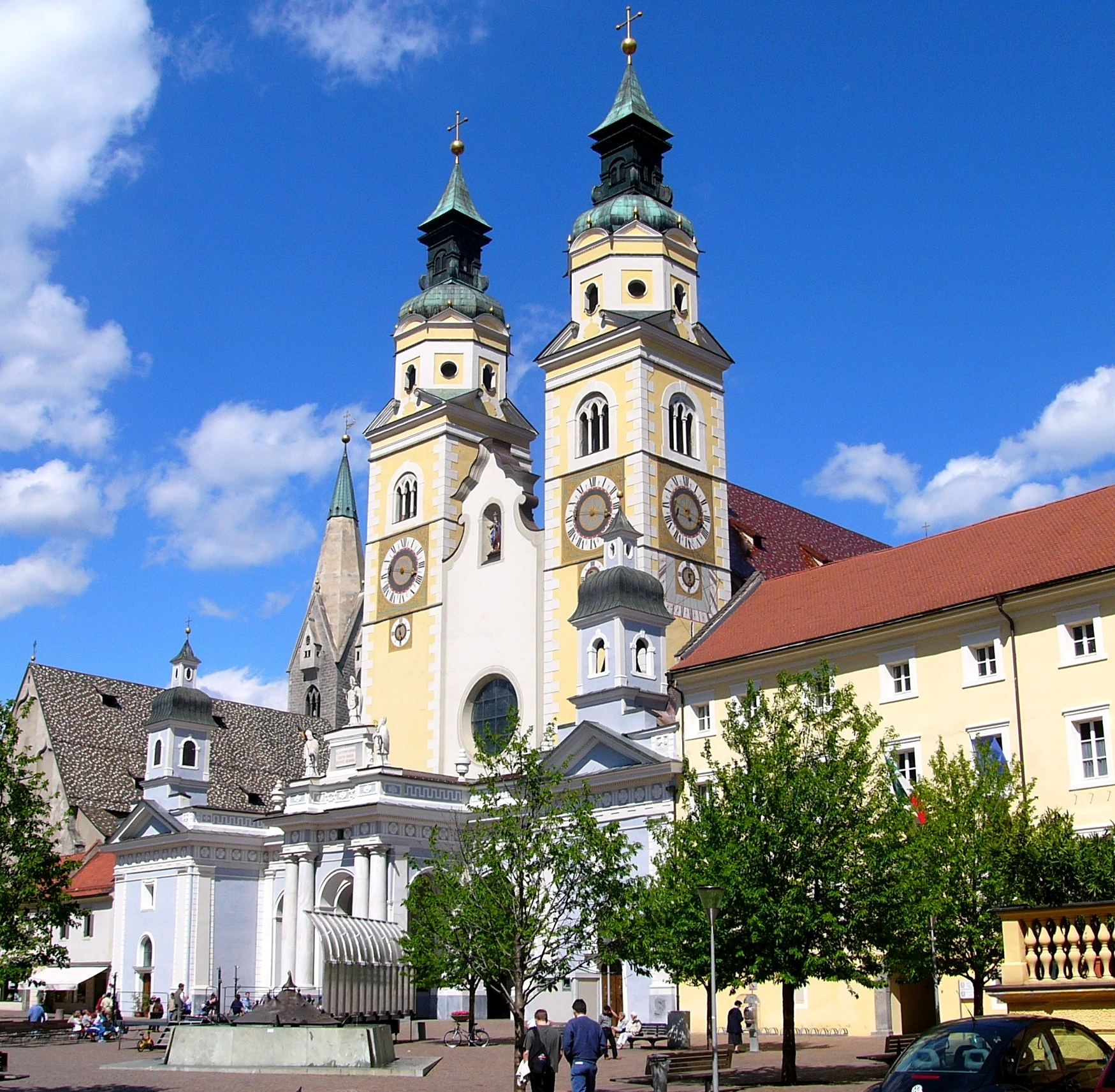
Il Duomo di Bressanone

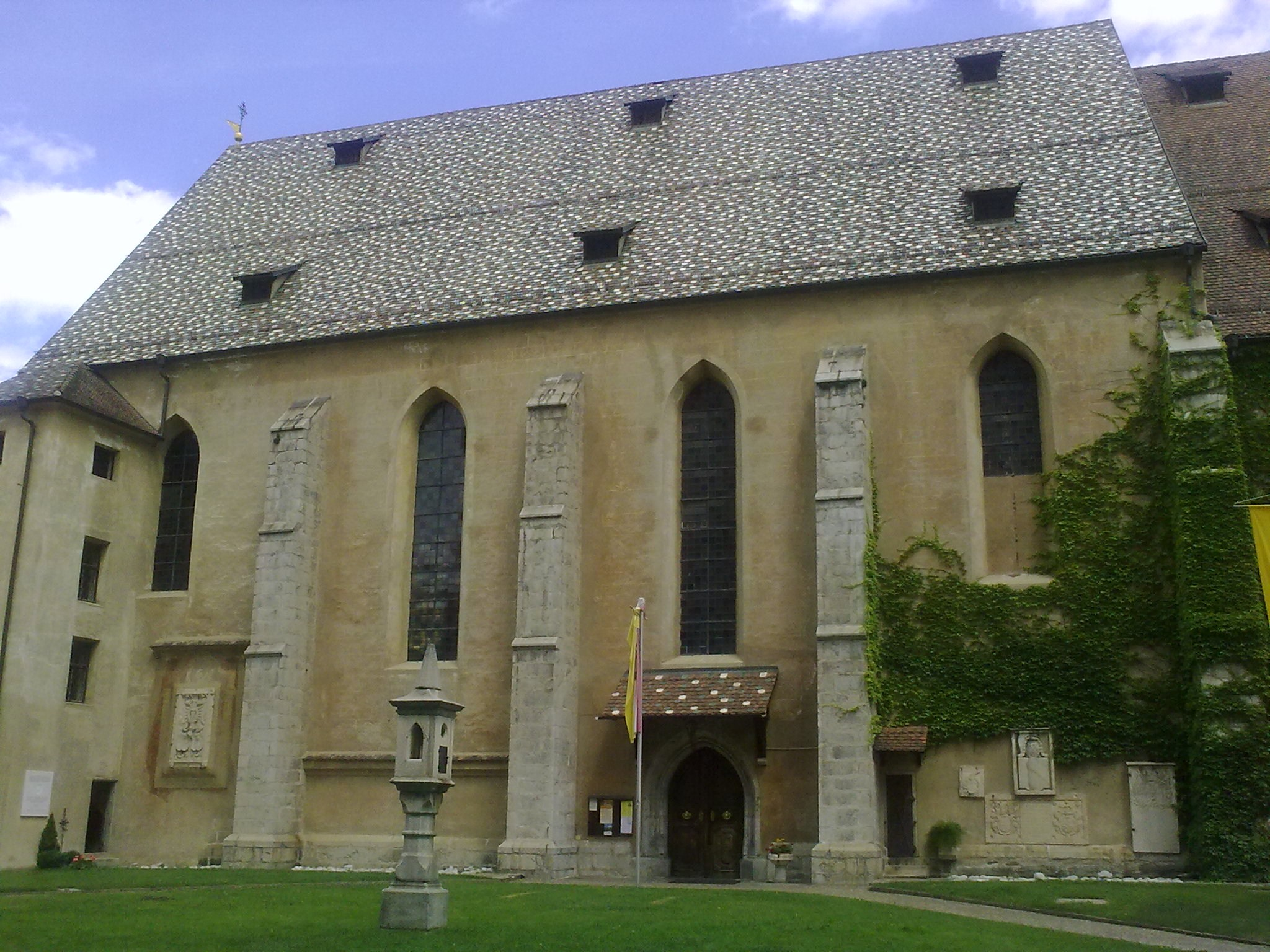
La parrocchia San Michele, dall'antico cimitero. Al centro una lampada votiva del 1483

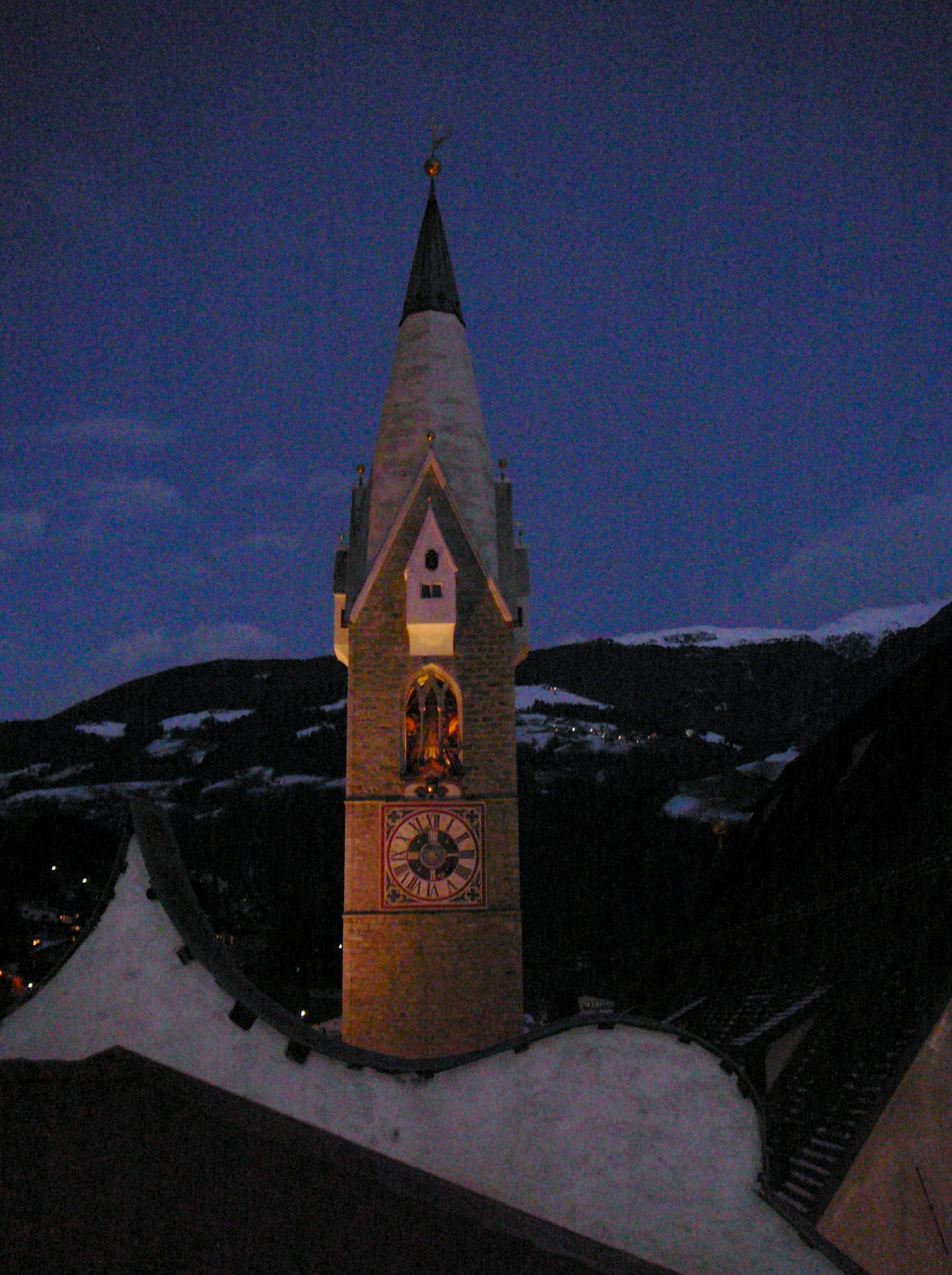
La Torre Bianca

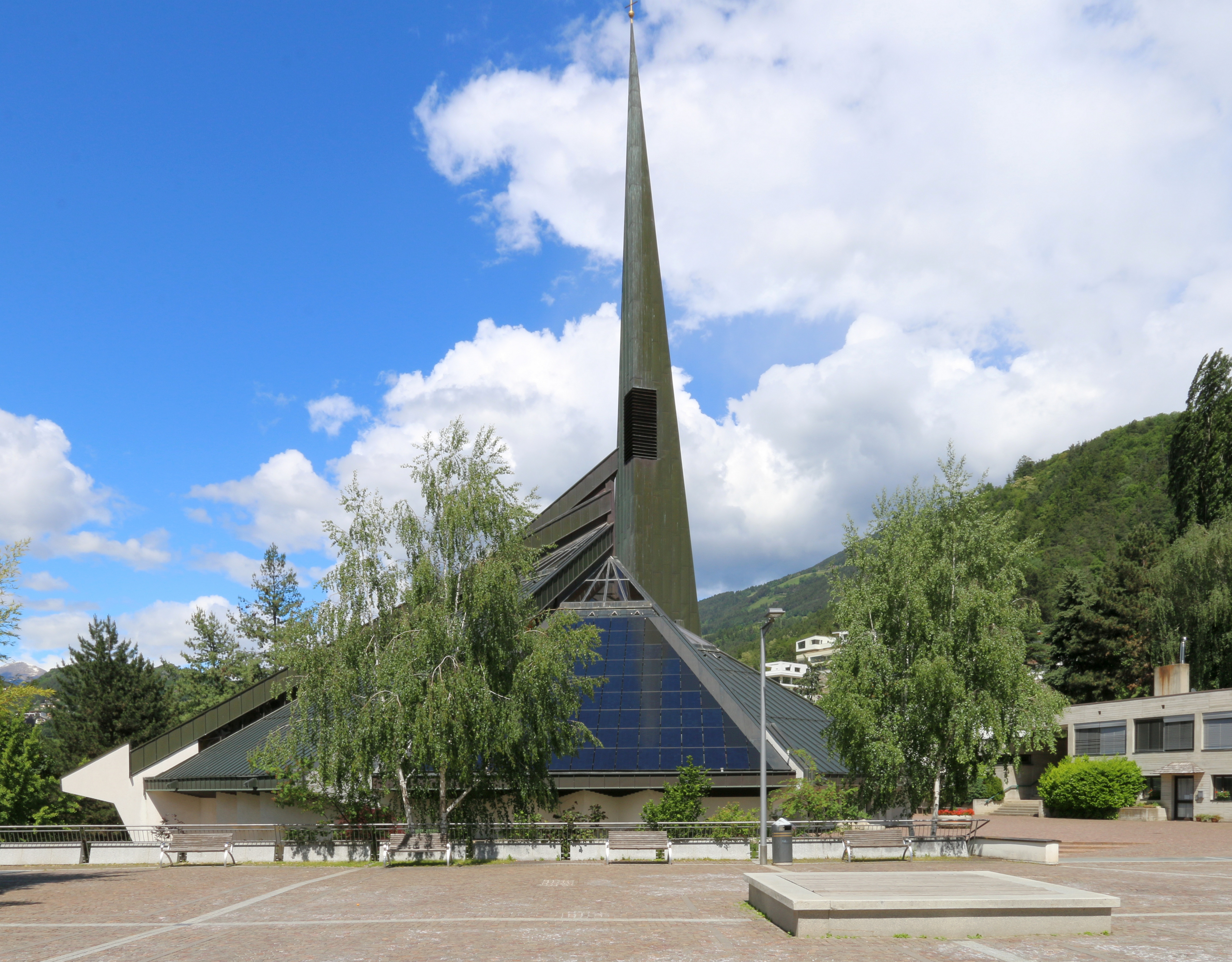
La nuova chiesa di Millan

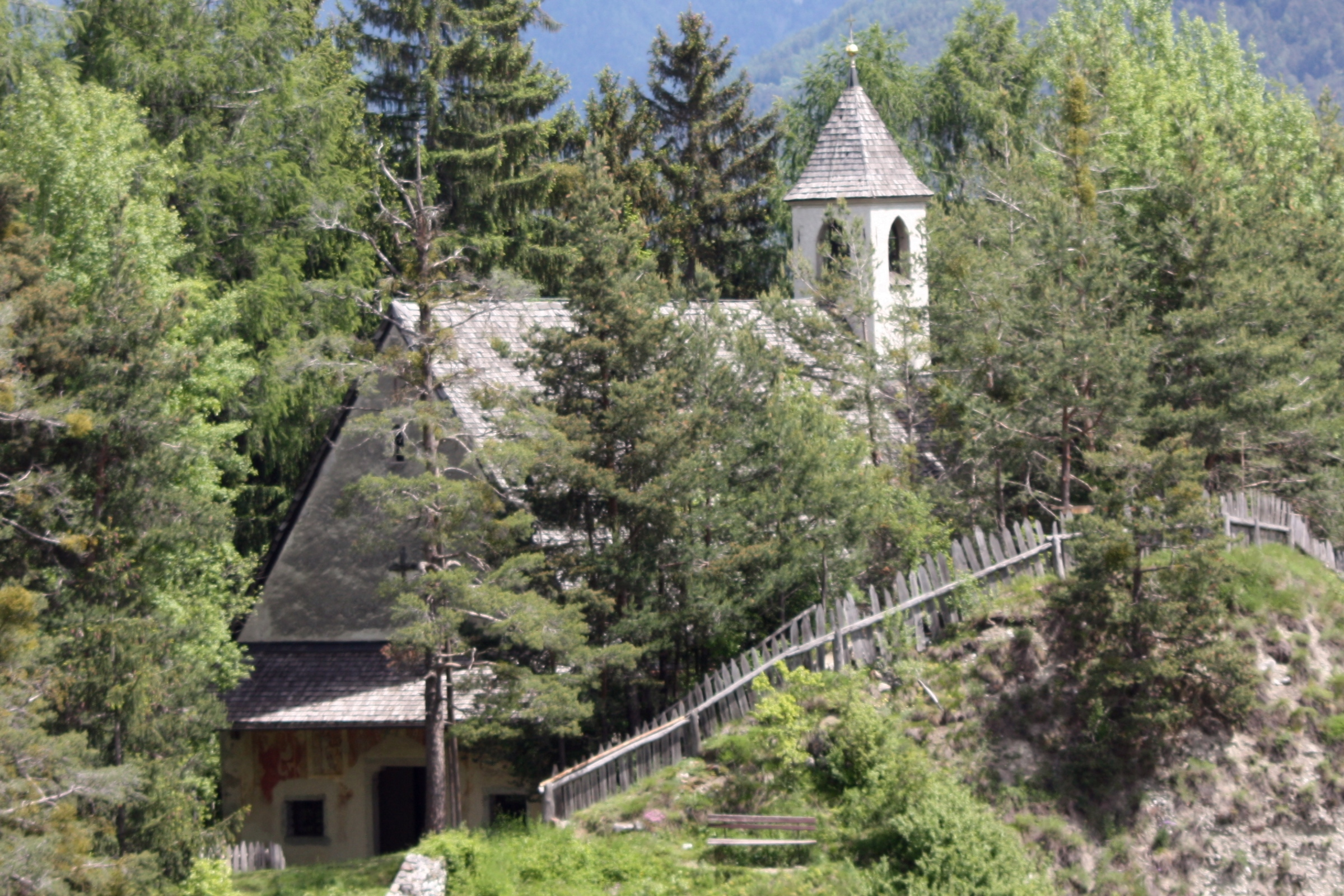
Chiesa di San Cirillo

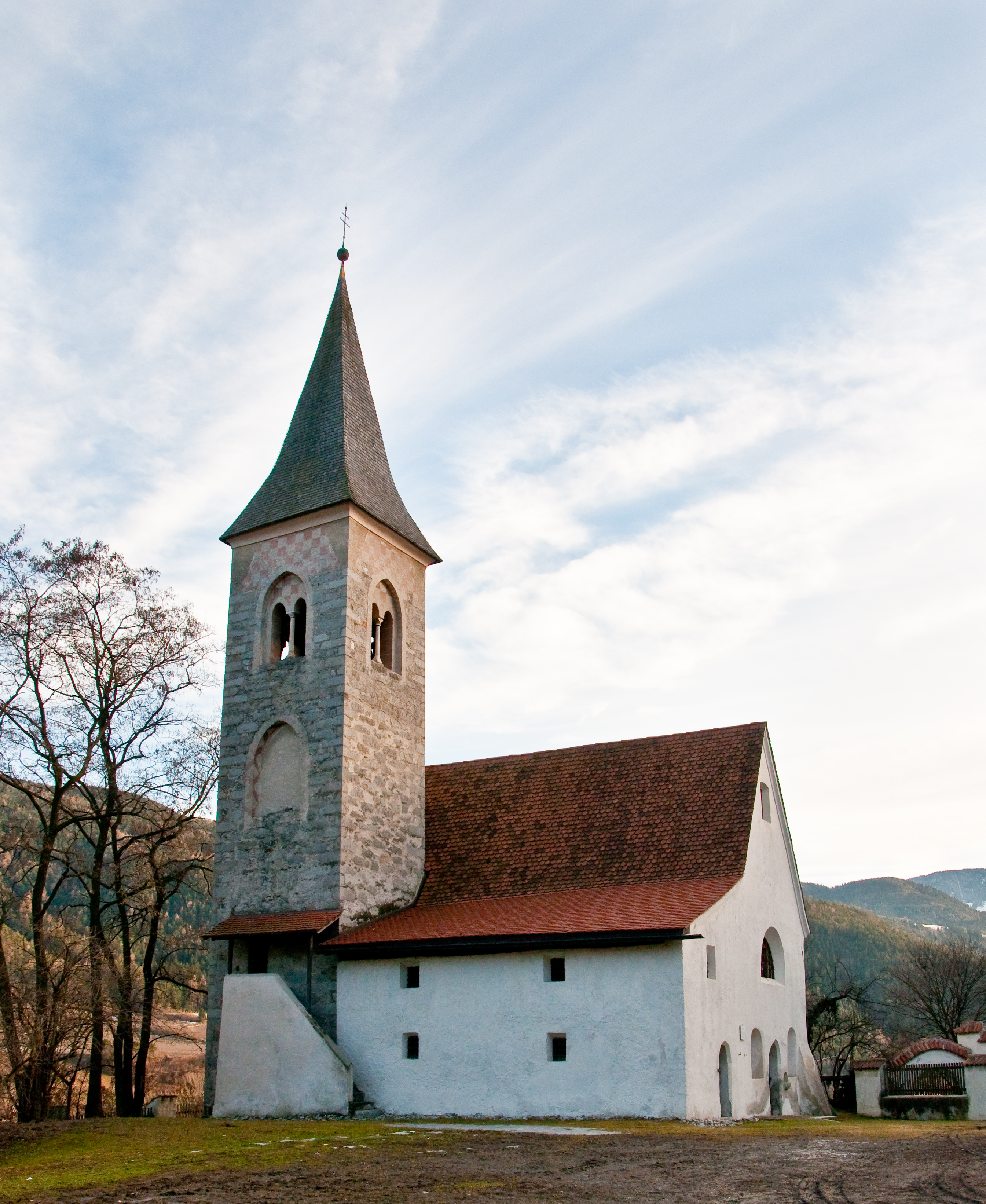
Chiesa di San Giacomo

### Architetture religiose
- Duomo di Bressanone. È un'imponente chiesa in stile barocco, che si erge nella centralissima piazza omonima. La chiesa, risalente al XIII secolo, subì successivi restauri, a causa di un susseguirsi di sfortunati incendi che si protrassero negli anni. Essa è dedicata a Santa Maria Assunta, di cui contiene un'artistica scultura di Hans Leinberger del 1520 circa.[42]. Adiacente lato destro si trova l'antico chiostro romanico, risalente al XIV secolo, anche detta la "Bibbia dei Poveri", in quanto ricca di dipinti raffiguranti le principali scene narrate nelle Sacre Scritture. Presenta una particolare volta a crociera, che rappresenta l'evoluzione dell'arte medioevale. Alle sue pareti laterali si possono osservare antichi sarcofagi delle persone importanti dell'antichità e dei prelati oltre ad affreschi riguardanti l'età classica. Una porta del chiostro conduce inoltre ad un'antica cappella, da ammirare per i suoi antichi affreschi. Un angolo non affrescato era adibito a passaggio pubblico con bancarelle.[43] Degne di nota sono la rappresentazione dell'elefante (terza arcata) e l'adorazione dei Tre Re Magi (tredicesima arcata).[42]. Dal chiostro si accede al Battistero di San Giovanni Battista che rappresenta la più antica cappella di corte del Palazzo Vescovile. Al suo interno si possono trovare affreschi romanici di qualità e di indiscussa importanza. Inoltre la piccola chiesa ha una navata alta e rettangolare, suddivisa in due piani, ricoperta da una volta a botte; la luce riesce a filtrare all'interno da quattro piccole finestre (suddivise nei due piani). Nel 1400 circa la navata fu coperta con una volta a crociera.[42]
- Chiesa di San Michele. È una chiesa romanica dell'XI secolo, che si trova in posizione parallela al Duomo. La chiesa è la parrocchia di Bressanone e del Decanato. È dedicata a San Michele arcangelo. La struttura ha un coro gotico, sette gli altari, un campanile (noto come "Torre Bianca") eretto nel XV secolo, mentre la navata è gotica del tardo Cinquecento. La chiesa è stata barocchizzata dopo il 1750 con affreschi di Josef Hautzinger di Vienna, uno dei discepoli di Paul Troger. Altro artista che partecipò fu il pittore Francesco Unterberger di Cavalese.[12][42]
- Torre Bianca. È la torre della parrocchiale. Risalente al XV secolo, in origine chiamata "torre Nera", ma nel 1591 il tetto nero fu murato e gli si cambiò il colore e quindi anche il nome. È stata ristrutturata nel 2007, riacquisendo di diritto il suo nome, infatti, è stata riportata la cima della torre al suo colore originale, il bianco. La torre, alta 72 metri, presenta anche un orologio lunare.[42] La sua costruzione fu voluta da Nicolò Cusano. Al suo interno, 89 scalini conducono ad un carillon di 43 campane in grado di produrre oltre 100 melodie. Il carillon suona tutti i giorni alle ore 11.[12] Oltre alle campane del carillon sono presenti altre 6 campane in Si2.
- Seminario Maggiore di Bressanone. Insieme alla sua biblioteca, sorge presso l'allora Insula Sanctae Crucis, ovvero un'antica isola che si era formata tra l'Isarco e la Roggia che separava l'isola dal centro urbano. Inizialmente qui si trovava l'ospedale Santa Croce, fatto edificare dal canonico Richer nel 1157. Solo dopo il 1600, venne costruito un edificio che divenne anche sede del principe-vescovo conte Leopold von Spaur (1747-1778). Da allora questa divenne la sede per istruire i futuri prelati. La sua biblioteca invece contiene affreschi di Franz Anton Zeiller, realizzati nel 1772.[12]
- Chiesa della Madonna (o Sancta Maria in ambitu): chiesa palatina solitamente chiusa e quindi non accessibile se non attraverso un'apposita visita guidata del chiostro.[42]
- Vecchio Cimitero di Bressanone: il luogo è sito tra la parrocchiale ed il duomo, presenta al centro una struttura gotica risalente al 1483, dove si può porre un lumino. Qui, presso l'arcata occidentale, si trova anche la lapide del poeta Oswald von Wolkenstein (da lui stesso commissionata), rappresentante "un cavaliere dalla barba lunga, con cimiero corazza daga e stendardo recante la croce di Gerusalemme".[12]
- Chiesa dei Santi Gottardo ed Erardo: edificata nel XIII secolo dalla famiglia Voitsberg nei pressi dell'antica prepositura. Subì un successivo restauro nel XIV secolo, in seguito ricostruita con forme barocche dal vescovo ausiliare Wilhelm von Vintler e consacrata nel 1695. Fin dal 1971 la chiesa è stata affidata alla chiesa evangelica.[42]
- Educandato Femminile delle Dame Inglesi: primo insediamento della congregazione delle Dame Inglesi a Bressanone nel 1739. Il convento fu costruito successivamente (tra il 1742 e il 1745) ad opera di Anna von Sarnthein. La chiesa consacrata nel 1748 a San Giuseppe è stata ricostruita dopo un incendio nel 1839 in stile neoclassico. Nel XIX secolo e anche nel XX secolo l'annessa scuola fu più volte allargata.[42]
- Chiesa di "Maria Hilf in Zinggen";
- Santuario di "Maria am Sand", la Madonna delle Grazie: ovvero la vecchia chiesa parrocchiale di Millan. Al suo interno si trova un dipinto di Maria che dona una pera al figlio Gesù. L'edificio risale al XIV secolo, ma nella metà del secolo successivo, fu barocchizzato e ampliato; fu costruita una navata a volta assieme al campanile ed a un arco in stile gotico.[42]
- Parrocchia Josef Freinademetz, la nuova chiesa parrocchiale di Millan, in arte contemporanea. Fu costruita tra il 1984 e il 1985 e dedicata a Josef Freinademetz, missionario altoatesino in Cina.[42]
- Chiesa e convento dei frati Cappuccini: la chiesa è dedicata a Santa Caterina e fu edificata nel 1340 da Federico di Villandro. Successivamente la chiesa fu data ai Cappuccini dal vescovo Karl Andreas von Spaur nel 1603. Nel 1630 si edificò una nuova chiesa e un convento, con le pale di F. Unterberger e S. Kessler. Dal 1970 è sede provinciale dell'Ordine dei Cappuccini.[42]
- Chiesa e convento dei frati Francescani.[42]
- Convento delle Suore Terziarie Francescane: Questa fu la prima sede della congregazione, che fu fondata nel Settecento dalla brissinese Maria Hueber, per aiutare nell'educazione le povere ragazze. Fu inoltre sede della prima scuola femminile del Tirolo. Nel 2001 il Generalato viene spostato da Bressanone a Roma.[42]
- Chiesa dei santi Angeli Custodi, presso Stufles.[12]
- Chiesa di San Cirillo ed il Sentiero dei Santi d'Europa, presso Monteponente, già documentata nel 1283 e ristrutturata nel 1992. Da qui si è soliti percorrere il "pellegrinaggio alle sette chiese", ovvero partendo da Bressanone, si visitano oltre alla chiesa di San Cirillo, quelle di La Mara, Scezze, Tecelinga, Tiles e Pinzago.[12][42]
- Chiesa di San Giorgio, nella frazione di Eores.
- Chiesetta di San Giacomo nella frazione di Eores (St. Jakob in Afers): risalente al XV secolo con un campanile a cuspide, ha altari neogotici e varie raffigurazioni di santi ad opera di un artista della scuola di Bressanone. All'esterno si può invece ammirare un dipinto di Cristoforo.[42]
- Chiesetta di San Nicolò presso Cleran (St. Nikolaus in Klerant), posta ad un'altezza di 850 metri, è caratterizzata da alcuni affreschi tardo-gotici.[42] Risale alla prima metà del XV secolo, ma se ne hanno tracce anche in epoca romanica. Al suo interno si ha un altare, dove in uno degli scrigni si trova la Madonna con il bambino tra i santi Andrea e Nicola, San Lorenzo e San Sebastiano, oltre che la rappresentazione biblica della Strage degli innocenti.[12]
- Chiesa di Sant'Andrea Apostolo nella frazione Sant'Andrea in Monte, con annesso cimitero e una piccola cappella dedicata a Maria Ausiliatrice, eretta nel 1696, su di un luogo dove già sorgeva una precedente cappella nel 1071.[12]
- Chiesa di San Giovanni Battista presso Cornale (Karnol), consacrata nel 1113, dove però la sua forma attuale risale al 1500 circa. Al suo interno si trova raffigurato il martirio di Sant'Orsola e ai suoi lati sono raffigurati San Vito e Santa Margherita e il Cristo che indica la ferita del costato, Sant'Elena e Sant'Erardo. Sulla parete sinistra invece si trovano raffigurate tre scene: il banchetto di Erode, la decapitazione di Giovanni Battista, e il battesimo di Gesù. La custodita dell'edificio è da sempre affidata al proprietario del vicino maso Holderer.[12] È famoso il missale della chiesa risalente al XII secolo e conservato presso la Biblioteca del Seminario di Bressanone.[44]
- Chiesa di San Leonardo, presso l'omonima località sita a 1095 metri di quota, consacrata nel 1194, venne ampliata nel 1430 aggiungendone anche il campanile. Nel XVIII secolo la chiesa subì una barocchizzazione che ha cancellato alcune opere dei tempi più antichi. La chiesa è degna di nota per la storia della catena che la circonda una volta e mezza. La leggenda narra che quando tale catena avrà completato il terzo giro attorno all'edificio, la fine del mondo sarà arrivata.[12]
- Chiesa di San Giovanni Evangelista presso Meluno.[12]
- Chiesa dei Santi Ermagora e Fortunato nella frazione di Albes.
- Chiesa di San Vito nella frazione di Tiles
- Chiesa di San Sebastiano nella frazione di Sarnes
- Chiesa di San Giovanni Battista nella frazione di Sezze

### Architetture civili
Palazzo Vescovile

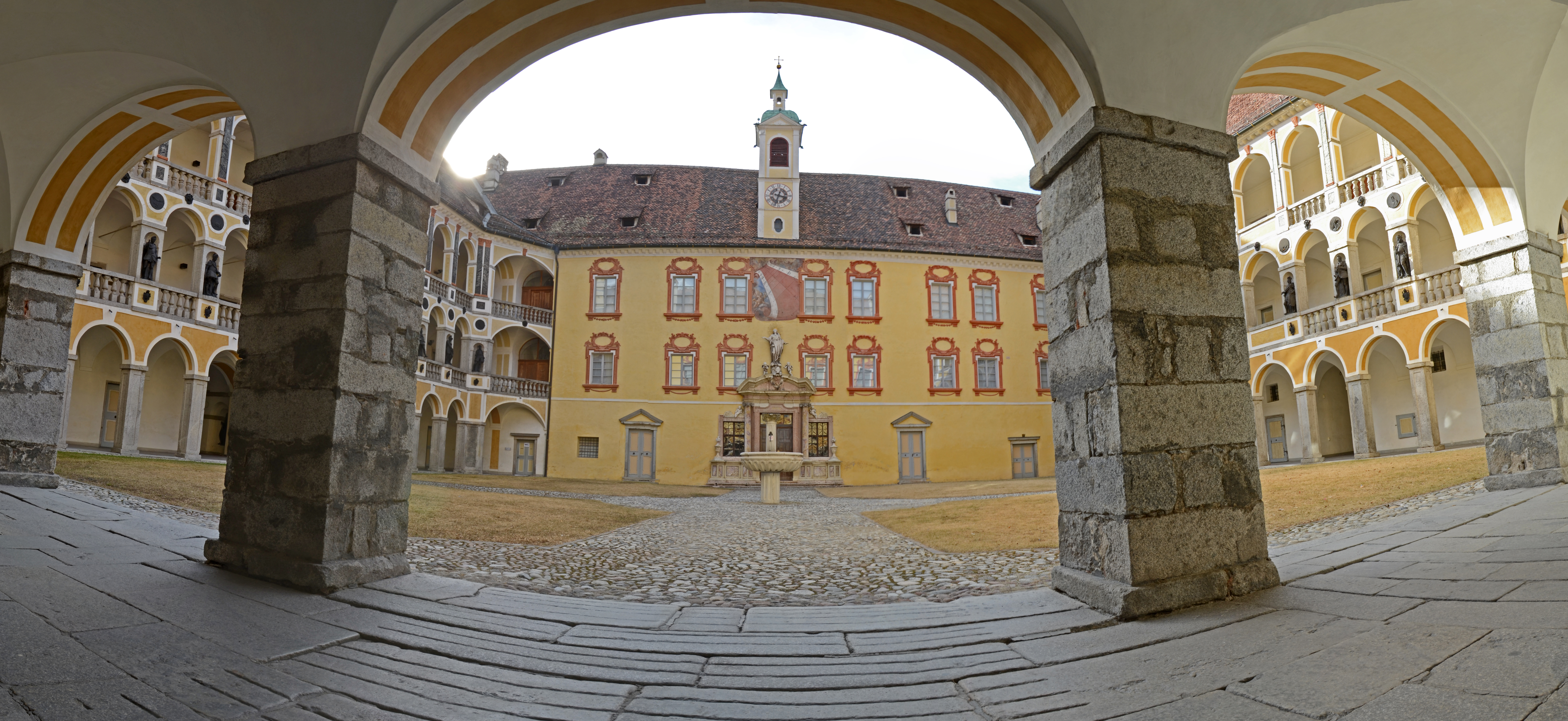
Il cortile interno del palazzo vescovile

Antica residenza del Vescovo, quando ancora il vescovo risiedeva presso Bressanone. Il palazzo è disposto su tre piani, e le sue facciate esterne sono di un pallido giallo, decorato in porpora. Le facciate poste a nord e sud presentano due logge rinascimentali, mentre le altre due facciate sono in stile barocco, il tutto su progetto di Hans Reichle dello Schongau (1565-1642). Dal 1998 al suo interno si trova un importante museo, posto in ben 70 sale. Il palazzo ospita anche una mostra permanente di presepi, una delle collezioni più importanti d'Europa, di cui uno dei maggiori promotori fu il principevescovo Karl Franz Lodron.
Il palazzo municipale

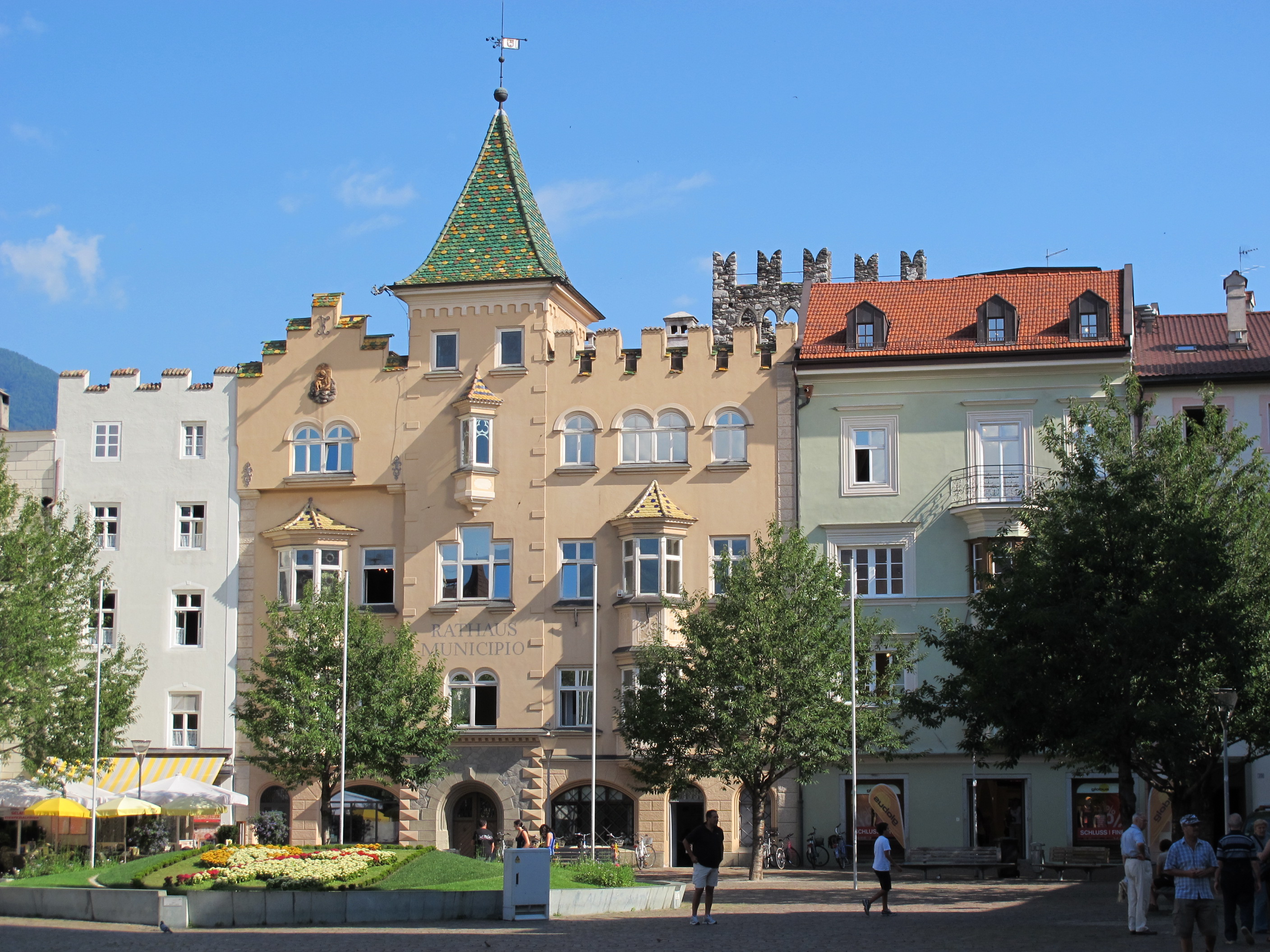
Il Municipio.

Il palazzo, sede del municipio di Bressanone, sorge al centro della città. Il suo lato settentrionale sbocca sulla strada dei Portici Maggiori, mentre quella meridionale dà sulla centrale piazza Duomo. Al visitatore questa facciata presenta alcuni elementi rinascimentali, mentre il tetto merlato, la torre richiamano al tardo Medioevo, seppur costruito nei primi anni del XX secolo. Al suo interno invece le pitture sono più recenti, quelle del secondo piano infatti sono del Novecento, nonostante richiamino all'epoca medioevale. Cent'anni fa al posto dell'attuale palazzo, si trovava una casa borghese di proprietà del commerciante di farina Joseph Oberhaidacher. L'edificio all'epoca aveva due piani e i locali e le facciate erano di semplice fattura. Nel 1895 la famiglia Oberhaidacher vende la casa all'allora imperial-regio consigliere di Stato Ferdinand Kaltenegger, di origine viennese, che ne fece la sua dimora, modificandola nello stile e nell'architettura. L'edificio fu quindi rialzato di un piano, in modo tale che si poteva distinguere dalle altre case di piazza Duomo.
Fu aggiunta quindi la torre, e il parapetto merlato. Anche all'interno si effettuarono delle modifiche, ad esempio fu decorata la scalinata nell'atrio meridionale con affreschi cavallereschi, mentre l'altra scalinata, quella settentrionale, con il suo andamento ripido e angolato, ricordava l'antichità del palazzo. Le pareti interne e i soffitti furono ricoperti da un rivestimento in legno, anche le porte furono rinnovate, e per finire Kaltenegger decise di attribuire al palazzo il (fantasioso) nome di castel Tauernstein, dove il proprietario sottolineava i suoi rapporti con la Carinzia e quindi con i Tauri. Il proprietario inoltre, in occasione dei festeggiamenti per il millennio del paese, decise di farsi ritrarre come un cavaliere crociato, dopo aver così sfilato durante i festeggiamenti. Kaltenegger morì il 13 maggio 1911, e nel novembre, la figlia Johanna Pejicic, sposandosi con un proprietario terriero della Bosnia, decise di vendere il palazzo. Il borgomastro Otto von Guggenberg e ai suoi assessori, in quanto necessitavano di nuovi spazi per l'amministrazione comunale, decisero di acquistare il palazzo nel 1912. Il palazzo ospita la sala consigliare e gli uffici del sindaco e degli assessori, mentre gli altri vari uffici sono sparsi nelle vie del centro storico.
Ex sanatorio
Nel 1910 s'iniziò a progettare l'ospedale di Bressanone: la prima pietra fu posta nel 1912 e nel 1914, alla presenza dell'imperatore Francesco Giuseppe, avvenne l'inaugurazione dell'allora Kaiser Franz Josef Jubiläums-Krankenhaus, ove lavorava come primario Lorenz Böhler. Già a quei tempi l'ospedale ospitava i reparti di medicina, chirurgia, ostetricia e ginecologia, traumatologia, pediatria, malattie infettive, sale operatorie, da raggi e da parto, ecc. Tutta la struttura era dotata di un impianto di aerazione ad aria ozonizzata, un composto particolarmente battericida. Tutte le stanze dei degenti erano inoltre dipinte con colori riposanti e rallegranti.
All'interno della struttura trovava posto anche una piccola chiesetta a pianta ottagonale dedicata al nome del Sacro Cuore di Gesù. Tutto l'edificio era ed è contornato da un grande parco. Nel 1930 si pensò alla costruzione di un secondo edificio, dato che questo primo ospedale era l'unico attrezzato in tutta la provincia per trattare i "malati di petto" (ad esempio di tubercolosi), e quindi si andava via via riempiendo. Non si conosce bene il motivo vero, ma questo nuovo edificio venne designato come il nuovo ospedale (quello dei giorni nostri), mentre il vecchio edificio rimaneva solamente come sanatorio. Durante la seconda guerra mondiale, nell'ottobre del 1944, i germanici requisirono l'edificio per poterne fare un ospedale militare; fu quindi necessario liberarlo in pochi giorni. Nel 1945, finita la guerra e smantellato l'ospedale militare, scoppiò a Bressanone un'epidemia di tifo. Nel 1946, debellata l'epidemia e ripristinati i locali, il sanatorio riaprì con 170 posti letto.
In un pomeriggio d'estate del 1954, sul tetto del sanatorio scoppiò un incendio, dovuto ad un difetto delle canne fumarie, che lo distrusse per due terzi. In poco più di tre mesi si riuscì a riparare con mezzi di fortuna i danni fatti. La struttura, oramai persa la sua primaria funzione (è stata attiva fino al 2002), è stata completamente ristrutturata per 9 anni, con una spesa di 22 milioni di euro, e dal 2004 è parte integrante dell'ospedale civile di Bressanone (blocco C).
Oratorio Don Bosco

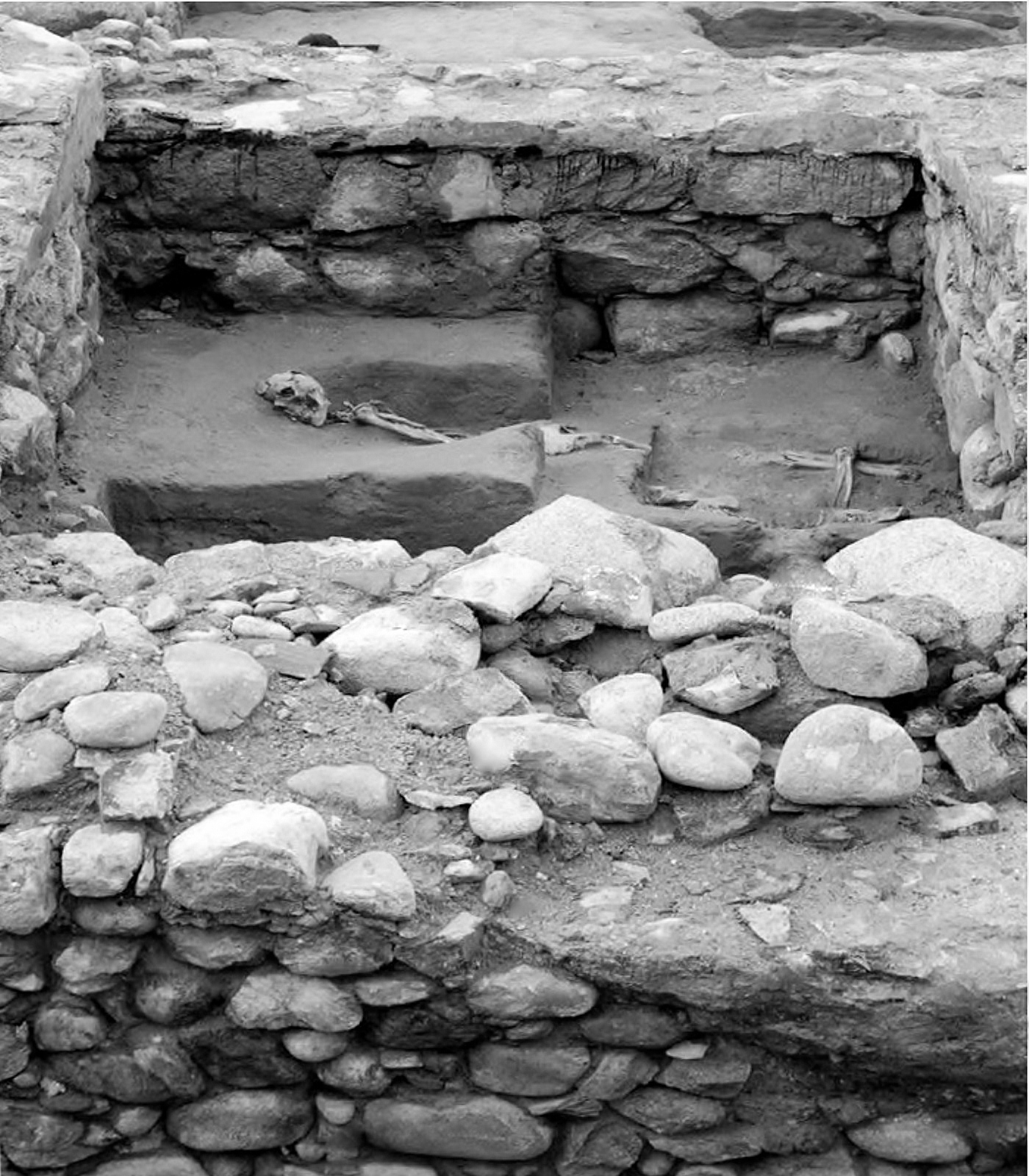
Alcuni ritrovamenti durante gli scavi sotto l'oratorio

Nel 1951 don Franco diede inizio a una raccolta di fondi tra i parrocchiani per la futura costruzione di un oratorio dedicato a San Giovanni Bosco anche a Bressanone, lungo il viale Mozart. I lavori furono affidati alla ditta Lamber di Bressanone e iniziarono nel 1952; il 25 aprile 1954 l'allora vescovo Joseph Gargitter benedisse la struttura ricreativa. E da lì in poi il nuovo oratorio iniziò a proporre diverse attività ricreative e culturali. Di seguito venne acquistato il campo di calcio e fu costruita una nuova struttura accanto a questo nel 1959.
Dopo un periodo di fervente attività nel 1977 l'allora parroco don Hugo Senoner promosse un restauro della struttura che l'edificio necessitava, come ad esempio la ristrutturazione del tetto. A fine 2010 la giunta comunale affida i lavori di demolizione e ricostruzione dell'edificio che una volta completato ospiterà al suo interno anche l'istituto musicale "Antonio Vivaldi" e il circolo culturale e ricreativo Don Bosco, fondato nel 1981.
La prima pietra viene posta il 21 agosto 2011 con una cerimonia alla presenza del presidente provinciale Luis Durnwalder e dell'assessore provinciale Christian Tommasini; da dicembre 2012 iniziano le nuove attività, fino alla sua nuova inaugurazione il 26 gennaio 2013. Durante gli scavi per la ricostruzione dell'edificio, si sono scoperti alcuni reperti che testimoniano come quest'area fu utilizzata come lazzaretto nel 1755. Si sono anche trovate tracce di un'antica cappella dedicata a San Michele; sono anche stati estratti quattro scheletri probabilmente risalenti alla peste del 1692.

### Architetture militari

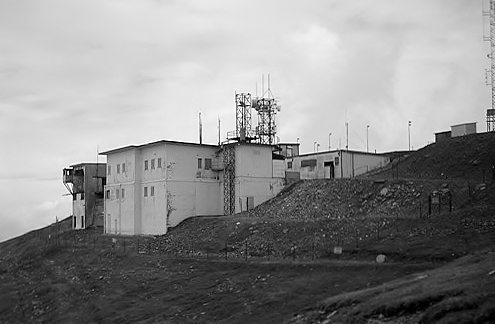
La base operativa del 16º Centro Radar A.M. dell'Aeronautica Militare sulla Plose

Bressanone è sempre stata una città di importanza strategica da quando dovette difendersi dalle invasioni delle truppe napoleoniche. Le attività militari ripresero soprattutto nel secondo dopo guerra, per la difesa del nord Italia da una probabile invasione delle truppe del patto di Varsavia attraverso il passo del Brennero o dalla Pusteria, da San Candido. Sorsero così dal 1945, o furono ristrutturati, diversi manufatti militari, non a caso nella città erano presenti diverse caserme della Brigata alpina "Tridentina" come la "Remo Schenoni", la "Verdone" (a Varna), la "Bortolotti", la "De Benedetti", la "Vodice" e la "Giovanni Ruazzi" (a Elvas) sede del 1º Gruppo artiglieria pesante "Adige" della 3ª Brigata missili "Aquileia", un'unità a capacità nucleare, ed in seguito del battaglione logistico della Tridentina (caserma dismessa dal 1º febbraio 2002).
Inoltre vi era anche il "palazzo Reverberi", attuale sede del comando della "Tridentina". In particolare, la caserma "Remo Schenoni" è stata eretta nel biennio 1936—37 e fu subito destinata alla Guardia alla frontiera del XIV settore di copertura Isarco del Vallo alpino in Alto Adige. Dal 1938 ha ospitato il 18º reggimento di divisione "Acqui"; solamente dopo l'8 settembre 1943 è stata sede delle truppe tedesche provenienti da reparti del SS-Polizeiregiment “Brixen”. Soltanto del dopoguerra la caserma divenne sede delle truppe della Tridentina con il nome "Remo Schenoni". Con lo scioglimento della Brigata Alpina “Tridentina”, la caserma è stata dismessa e nel 23 luglio 2008 è stato siglato l'accordo con la provincia autonoma di Bolzano.
Dal 2002, a parte la sede del Comando proiettabile della Tridentina nel palazzo Reverberi, tutte le altre caserme hanno chiuso, e sono passate di proprietà della provincia di Bolzano, in cambio della costruzione di nuovi alloggi per i dipendenti dell'Esercito Italiano (come ad esempio la "Vodice"). La "De Benedetti" venne demolita per far posto all'autosilo.
Esisteva anche il 16º Centro Radar A.M. dell'Aeronautica Militare con base logistica a Plancios e base operativa in cima al Monte Telegrafo sulla Plose collegate da una funivia privata dell'Aeronautica.
La funivia e il radar furono disattivati nel 1978, la base di Plancios qualche anno dopo. Entrambi i siti si trovano in stato di abbandono e in attesa di una futura sistemazione.

#### Castelli
Presso Bressanone si trovano anche diversi castelli:
- Castello Pallhaus o anche noto come Palazzo di Sarnes, sito nella periferia a sud della città. La prima costruzione dell'edificio è del XII secolo.[62][63] L'ingresso è sovrastato dallo stemma dei Pallhauser e da un nucleo pittorico della "Madonna col bambino" e da "Sant'Anna" del XVI secolo. Il cancello esterno è un'opera del magnano Hans Waiz da Bressanone e risale al Settecento. L'intero perimetro del castello è circondato da un parco e cinto di mura.
- Campan: questa residenza patrizia si trova ai piedi del sovrastante Castello di Pallhaus. Del vecchio castello, distrutto da un incendio nella primavera del 1868, rimangono solo le fondamenta del corpo centrale. Una leggenda popolare vuole che i due castelli siano stati collegati da una galleria sotterranea. A sostegno di queste teorie vi è il fatto che esista tuttora un affossamento che rivela opere di tracce murarie.[64]
- Karlsburg (traducibile in "casaforte di Carlo"), fu inizialmente un antico maso del capitolo, presso Millan, documentato nel 1217, e proprietà nobiliare dal 1392. Nell'anno 1618, Karl Hannibal von Winkelhofen ne fece sua residenza in stile rinascimentale, dandole il proprio nome. Al suo interno si trova una sala ed una cappella gentilizia. Dal 1855, è di proprietà di una famiglia di contadini.[65]
- Castello della Famiglia Cusano: duchi di Bressanone e di Bolzano, discendenti di Nicola Cusano, dista 7 km da Bressanone, qui risiedono i duchi nel periodo natalizio e il castello solo in questo periodo è aperto al pubblico. Fu costruito per volontà di Nicola Cusano, ma costui non lo vide mai completo, in quanto morì poco prima.
- Castello Tauernstein, sede attuale del municipio.
- Castello Ratzötz: il complesso si trova presso la frazione di Millan ed è racchiuso da mura merlate. La sua attuale struttura risale ai restauri fatti su finire del XIX secolo dal barone Ernst von Schönberg il quale valorizzò i resti dell'incendio del 1809. Nell'agosto del 1956 si incontrarono in questa residenza l'allora ministro degli esteri italiano Martino e il suo collega austriaco Figl per un colloquio preliminare d'intesa per la controversia altoatesina.[64]
- Hanberg: castello eretto sulle rovine del preesistente maso denominato "Kranebitt di fuori". È formato da un complesso di edifici articolati su vari elementi. I due blocchi maggiori sono divisi da via dei Vigneti e uniti da un raccordo. Del vecchio castello si sono conservati soltanto il portale interno di ingresso a forma arcuata, sovrastato dallo stemma dei baroni Han.[64]
- Krakofl: questo castello si trova sulla collina di Elvas al di sopra della Rienza. Tutto il complesso era difeso da una cinta muraria in parte ancora conservata.[64]
- Köstlan: è un palazzo rinascimentale eretto su un preesistente edificio noto con la denominazione di "Castellano inferiore". La pianta è pressoché quadrata con un cortile interno.[64]
- Seeburg; si tratta di un edificio residenziale citato sin dal 1320 come masseria principescovile denominata "Sebe" per via di un laghetto presente tra lo Seeburg e il Castello di Krakofl. Il castello è di proprietà privata e non visitabile internamente.[64]

#### Cinta muraria
Attorno al centro storico di Bressanone si erge una cinta muraria. Questa fu fatta costruire dal vescovo Heriward (1015-1022) e fatta completare dal suo successore, il vescovo Arduico (1022-1039).
La planimetria presentava sin dal X secolo due distinti settori: a sud, il raggruppamento degli edifici ecclesiastici, contrapposto a nord dal compatto complesso cittadino, diviso dai portici.
Nel loro insieme, formavano quasi un perfetto quadrilatero cintato da mura e torrioni difensivi oltre che da ponti e porte di accesso al centro. Anticamente i vertici di questo perimetro difensivo erano disposti nel seguente modo:
- a nord-est dal Castello dei signori di Porta San Michele (dal 1550 cartoleria Weger);[66]
- a sud-est dal Castello dei signori di Rodengo (attuale Cassianeum);
- a sud ovest dal Castello del Capitano (ovvero il Palazzo vescovile);
- a nord-ovest dal Castello dei Signori di Sabiona, presso la porta omonima.[64]

La cinta lasciava tre punti di passaggio, le "tre porte".
In origine tutto il quadrilatero era circondato da un fossato difensivo alimentato dal rio Scaleres, dal rio Ospedale (Castelliere) e da un braccio dell'Isarco.
Contemporaneamente alla erezione delle mura perimetrali, a Bressanone venne anche riconosciuta la qualifica di "città", la prima di tutto l'Alto Adige e del Tirolo austriaco a vantare di questo ambito primato.

#### Le porte urbane

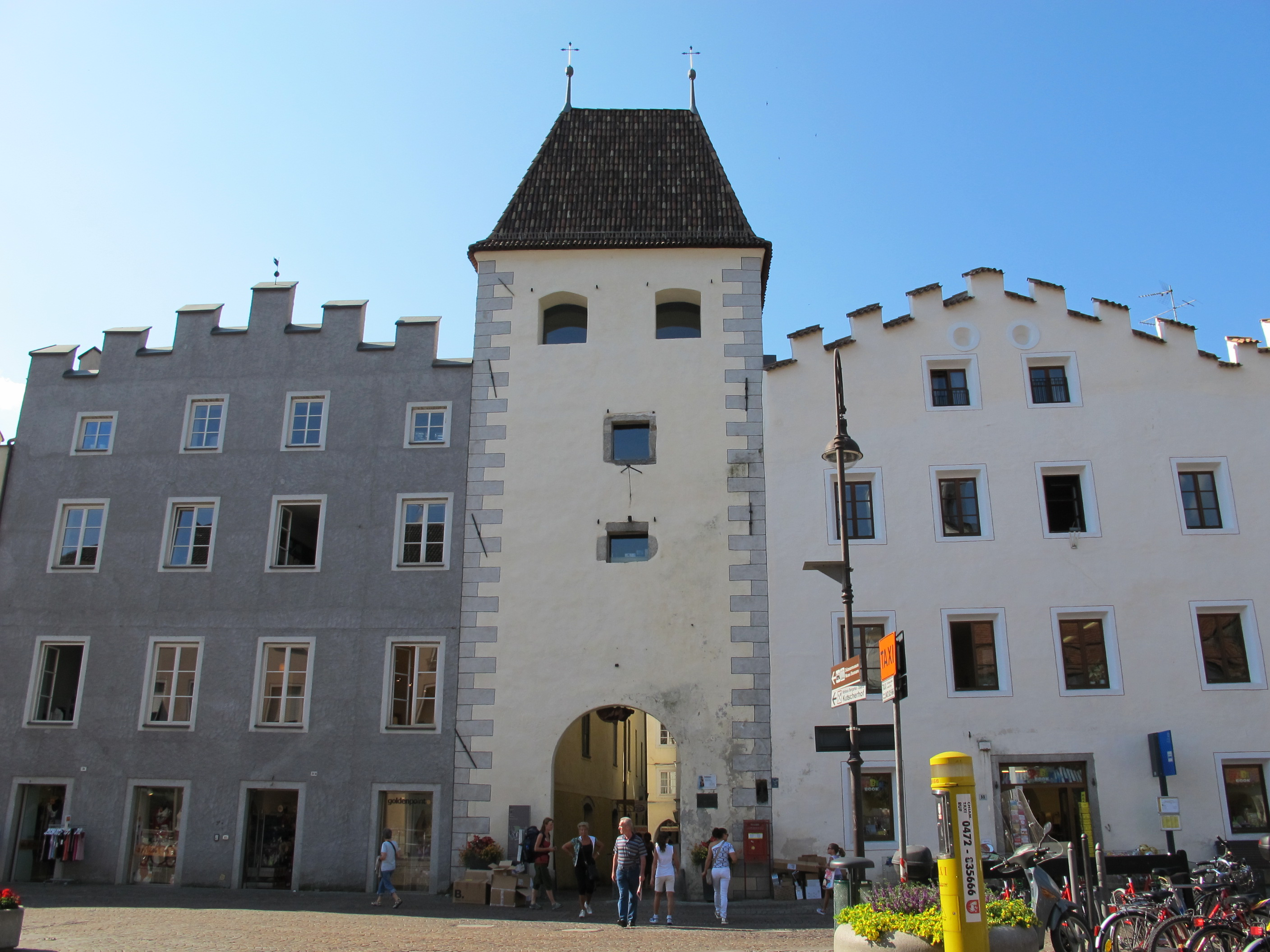
Porta Sabiona

Il centro storico di Bressanone è racchiuso da una cinta muraria, accessibile da tre porte principali:
- Porta Sabiona (Säbener Tor), al disopra della quale è stata appesa una figura femminile tinta in rosso, opera recente di uno scultore. Già Stadeltor, l'attuale toponimo deriva dai Signori di Sabiona, che ebbero il compito di difendere quest'angolo della cinta muraria nel XII secolo. Nel XVII secolo questo castelletto difensivo passò alla famiglia Lachmüller e solo dagli anni 1980 è di proprietà della Comunità di valle (Bezirksgemeinschaft Eisacktal). Una parte del castelletto risale però alla più antica costruzione, voluta dal vescovo Heriward attorno all'anno mille.[12]
- Porta San Michele (Michaelstor), un tempo denominata anche Schwarztor, è annessa alla "Torre Bianca" della parrocchiale. Questa è la porta urbana orientale, ovvero l'accesso principale alla Pusteria e all'Alta Valle d'Isarco, sino al XVII secolo. La facciata interna reca lo stemma affrescato dell'Agnello, simbolo della città e della diocesi brissinese.
- Porta Sole (Sonnentor), anche chiamata Kreuztor, è la porta urbana occidentale, che permetteva l'accesso alla strada per Bolzano. Precedentemente era nota come Porta San Erardo o di San Gottardo. La porta in realtà consiste di due porte, dove quella a sud è stata costruita solo nel 1910 allo scopo di snellire il traffico sempre più intenso, alimentato anche dalle nuove arterie periferiche. La facciata esterna presenta uno stemma ormai consunto degli Asburgo-Lorena, in ricordo dei festeggiamenti in onore dell'imperatrice Maria Teresa d'Austria.[64]

Una quarta porta degna di nota è la Porta del Chiostro (Kreuzgangtor). Il portone risale al XIII secolo ed è senz'altro da considerare come il più antico esistente a Bressanone. L'accesso ad arco romanico, assolve la funzione di accesso diretto agli edifici della Cattedrale e al Chiostro.
Oltre a queste, esistevano altre porte al di fuori della cinta muraria, ora non più esistenti:
- Torre di Porta Mercato Vecchio (tra l'albergo Chiavi d'oro e la cartoleria Weger);
- Torre dei Rodengo (all'imbocco di Via Bruno, tra il Cassianeum e la casa Rienzner);
- Porta del Molino di Stufles (casa Mallepell);
- Porta Pusteria (via della Frana);
- Porta Stufles (via Terzo di Sotto);
- Porta Roncato (presso il convento delle Suore Terziarie in via Roncato).

### Colonna millenaria
La Colonna millenaria (Jahrtausendsäule) è una colonna marmorea eretta nel 1909 sul lato meridionale della piazza Duomo in ricorrenza del primo millennio della città. La colonna fu progettata dallo scultore accademico Norbert Pfretzschner e raffigura in cima, l'agnello che è anche lo stemma cittadino mentre sul piedistallo si erge la figura in grandezza naturale del vescovo Zaccaria nell'atto di benedire la città. Alla sua destra, un angioletto gli porge il diploma con cui Ludovico il Fanciullo gli fece donazione del maso "Prihsna". Ai quattro lati del basamento sono altresì raffigurati su delle formelle bronzee, taluni importanti avvenimenti della storia della città:
- a destra: l'atto della solenne investitura feudale di Rodolfo IV d'Asburgo avvenuta il 2 febbraio 1363 da parte del Principe vescovo brissinese Mattheus An der Gassen;
- di fronte: il Sacro Cuore tra due angeli che veglia sulla conca di Bressanone;
- a sinistra: l'eroe tirolese Peter Mayr nell'atto di ricevere l'ultima visita della moglie prima di affrontare a Bolzano il plotone di esecuzione, il 20 febbraio 1810;
- sul retro: un'iscrizione in lingua tedesca a ricordo dei festeggiamenti del Millennio che recita: "Per commemorare il millennio della sua fondazione, la città vescovile di Bressanone eresse questo monumento, nel quadro delle celebrazioni per il primo centenario delle eroiche guerre di liberazione sostenute dai patrioti tirolesi. Per ringraziare la Chiesa, per onorare il sovrano, per glorificare la patria!"[64]

Il monumento, compreso l'Agnello pasquale, è alto 9,36 metri. Per la parte architettonica è stata impiegata pietra calcarea proveniente da Arco, mentre per la figura del vescovo e del putto sono stati usati blocchi marmorei proveniente da Lasa, in Val Venosta.

### Altri
- Uomo a tre teste, il Wilder Mann: statua lignea risalente al Cinquecento e rimaneggiata il secolo dopo. Raffigura un uomo selvaggio appeso ad un edificio (all'incrocio tra via Portici Maggiori e Portici Minori) che dovrebbe, secondo la tradizione popolare, espellere dalle sue tre bocche delle monete.[67]
- Via Mercato Vecchio, diversamente dalla via Portici, è stata ed è tuttora una via dedita all'economia brissinese. Da tempo infatti trovano sede qui negozi e botteghe artigianali. Particolare l'ubicazione fuori dalle mura cittadine, volutamente fuori dalle attività del clero.[12]

#### Fontane

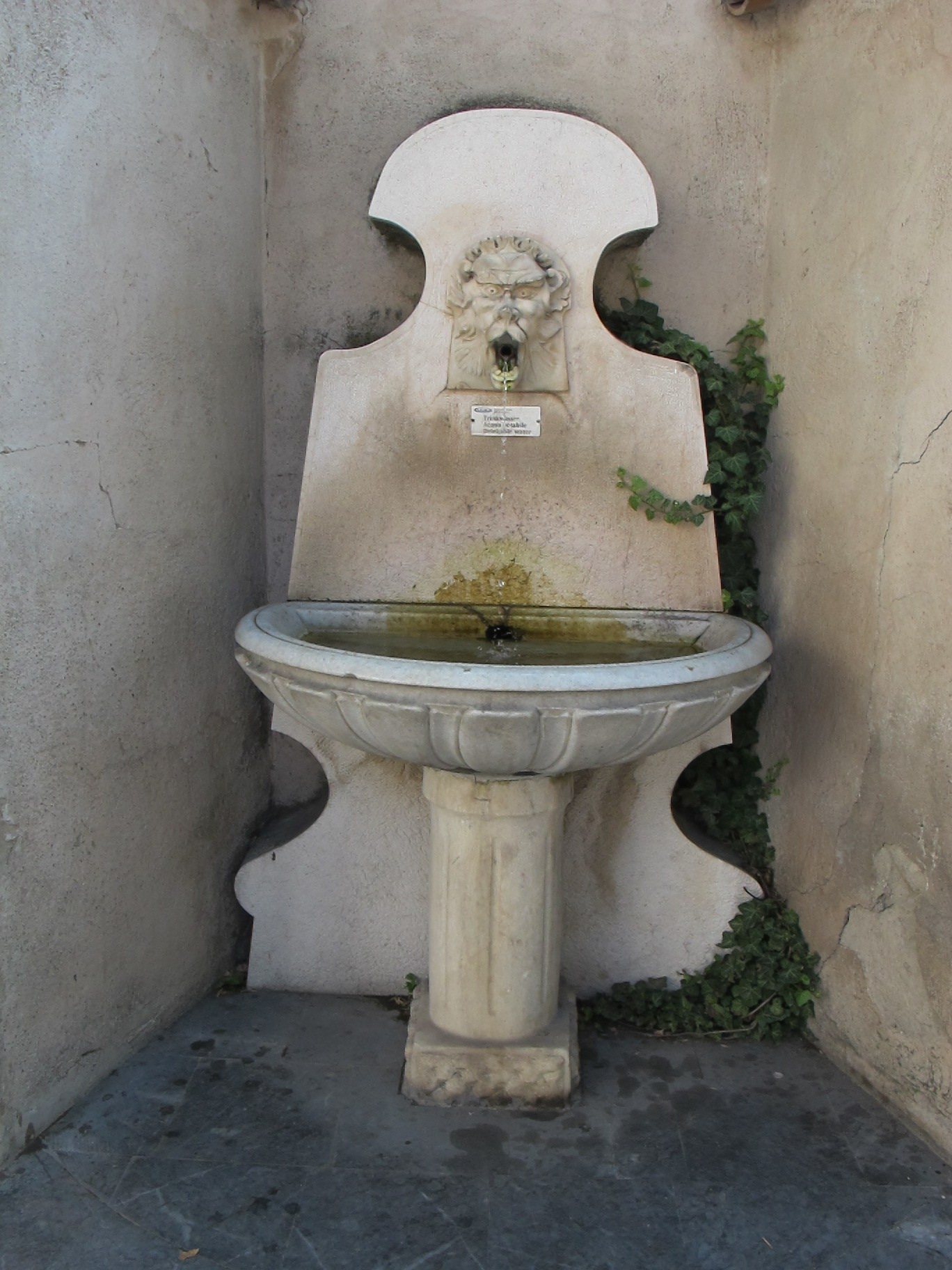
Fontanella situata all'incrocio tra Via San Cassiano e Viale Ratisbona

A Bressanone sono presenti diverse fontane, dalla maggior parte delle quali sgorga acqua potabile:
- fontana di Piazza Duomo: ad opera dell'artista Martin Rainer, rappresenta il cammino della vita;[69]
- fontana dell'amore: nei pressi del duomo;
- fontana Portici Maggiori;
- fontana in Via Mercato Vecchio;
- fontana in Via Portici Minori: è una piccola fontana a colonna e vasca monolitica, senza elementi decorativi e arrotondata, con un cannello metallico posizionato a metà della colonna portante;[70]
- fontana della stazione dei treni;
- fontana di via Albuino: chiamata anche fontana di San Michele, con San Michele raffigurato in una statua bronzea intanto ad uccidere il drago a tre teste;[67]
- fontana di via ponte Aquila;
- fontana di via Hartwig;
- fontana di via Tratten: ha la forma di una stella esagonale e si trova di fronte allo storico Hotel Elefante e l'attuale stazione dei Carabinieri;
- fontana del giardino dei Signori: fontana di bronzo con la statua di papa Pio VII;[71]
- fontana di via San Cassiano: questa fontana è situata all'incrocio tra Via San Cassiano e Viale Ratisbona, vicino a uno dei tre passaggi che permettono di raggiungere il giardino dei signori;
- fontane di via Bastioni Maggiori: sono due semplici fontane dal design decisamente più moderno, e collegate da un piccolo canaletto al livello stradale. Sono state costruite durante i lavori di ristrutturazione della via intorno alla metà degli anni novanta del XX secolo.
- fontana di Vicolo dei Fornai, nei pressi della piazzetta dietro la biblioteca comunale.

#### Ponti
Bressanone è anche nota come città dei due fiumi, e quindi vi si trovano diversi ponti:
- ponte Mozart, principale via di collegamento al quartiere Millan;
- ponte Widmann (che attraversa entrambi i fiumi), costruito dopo l'alluvione del 1600, che distrusse il Kapuzinersteg;
- ponte Aquila, costruita al posto della precedente Mitterbrugge (distrutta nel 1927 da un'alluvione). Accanto al ponte sorge una statua raffigurante San Giovanni Nepomuceno di Praga, patrono dei ponti e protettore dalle alluvioni e dall'inclemenza del tempo. Una seconda statua dedicata al santo si trova presso i giardini Rapp;[12]
- ponte Otto von Guggenberg, che attraversa la Rienza e si trova vicino ai giardini Rapp;
- ponte via dei Vigneti, che collega i quartieri Rosslauf e Kranebitt nella parte nord della città;
- ponte Andreas Hofer (pedonale), costruito nel 1909 in occasione del primo centenario dell'insurrezione tirolese. Ristrutturato nel 2009, collega la Karlspromenade con l'altra sponda del fiume Rienza.[72]

### Aree naturali

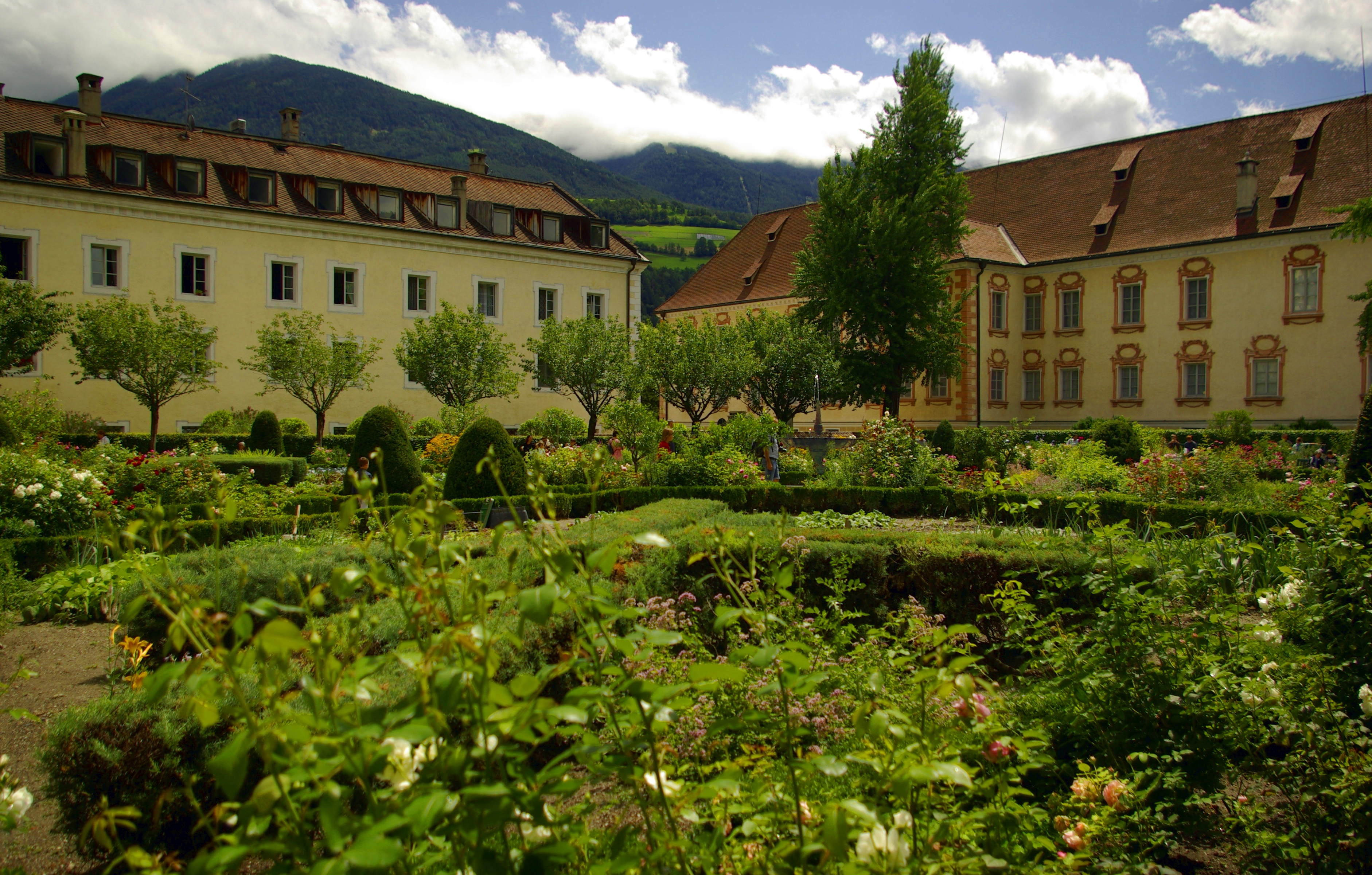
Il Giardino dei signori

- Giardino dei Signori (Herrengarten) o giardino del Palazzo Vescovile (Hofburggarten): è un giardino floreale sito accanto al Palazzo Vescovile, che durante le stagioni calde assume dei bellissimi colori. Il cortile è stato ricostruito soltanto nel 1991, sulla base del progetto originale del 1831. Il giardino rinchiuso da alte mura è suddiviso in 4 aiuole, dove vengono piantati fiori colorati ed ortaggi. Al centro delle aiuole si trova una bronzea fontana del periodo Biedermeier completamente restaurata.[73]
- Giardino di Corte (Hofgarten): posto accanto al palazzo, inizialmente allestito dal cardinale Cristoforo Madruzzo, principe-vescovo di Trento. In seguito, nel 1595, fu il principe-vescovo Andrea d'Austria che realizzò la cinta muraria a sud del palazzo e le torrette cinese e giapponese ai due angoli meridionali.[12]

## Società

### Evoluzione demografica
Nel corso del 2007 la città ha superato per la prima volta la soglia dei 20 000 abitanti.
Abitanti censiti

A Bressanone nel periodo tra le due guerre mondiali vi fu una massiccia italianizzazione voluta dal regime fascista; molti italiani dal vicino Veneto e Trentino, ma anche dall'Italia meridionale, vennero a vivere qui.

### Etnie e minoranze straniere
Gli stranieri residenti nel comune sono 2 141, ovvero il 9,94% della popolazione. Di seguito sono riportati i gruppi più consistenti:
1. Germania, 277
2. Albania, 271
3. Pakistan, 267
4. Macedonia del Nord, 120
5. Romania, 110
6. Austria, 108
7. Slovacchia, 102
8. Cina, 86
9. Kosovo, 81
10. Ucraina, 80

### Lingue e dialetti
A Bressanone, terzo centro abitato della provincia per numero d'abitanti, si ha una maggioranza di popolazione germanofona; la popolazione di madrelingua italiana supera il quarto della popolazione, mentre la minoranza ladina si attesta poco al di sopra dell'1%.
| Ripartizione linguistica | 1971   | 1981   | 1991   | 2001   | 2011   | 2024   |
| ------------------------ | ------ | ------ | ------ | ------ | ------ | ------ |
| Madrelingua italiana     | 34,32% | 28,40% | 27,03% | 25,65% | 25,84% | 26,03% |
| Madrelingua tedesca      | 64,84% | 70,32% | 71,68% | 73,13% | 72,82% | 72,61% |
| Madrelingua ladina       | 0,82%  | 1,29%  | 1,29%  | 1,23%  | 1,34%  | 1,36%  |

### Religione
A Bressanone, come in tutta la regione, la religione principale è quella cristiano-cattolica; vi sono inoltre fedeli di altre religioni, quali l'islam, i cristiani evangelici, i testimoni di Geova e altre minori.

#### Bressanone e i papi

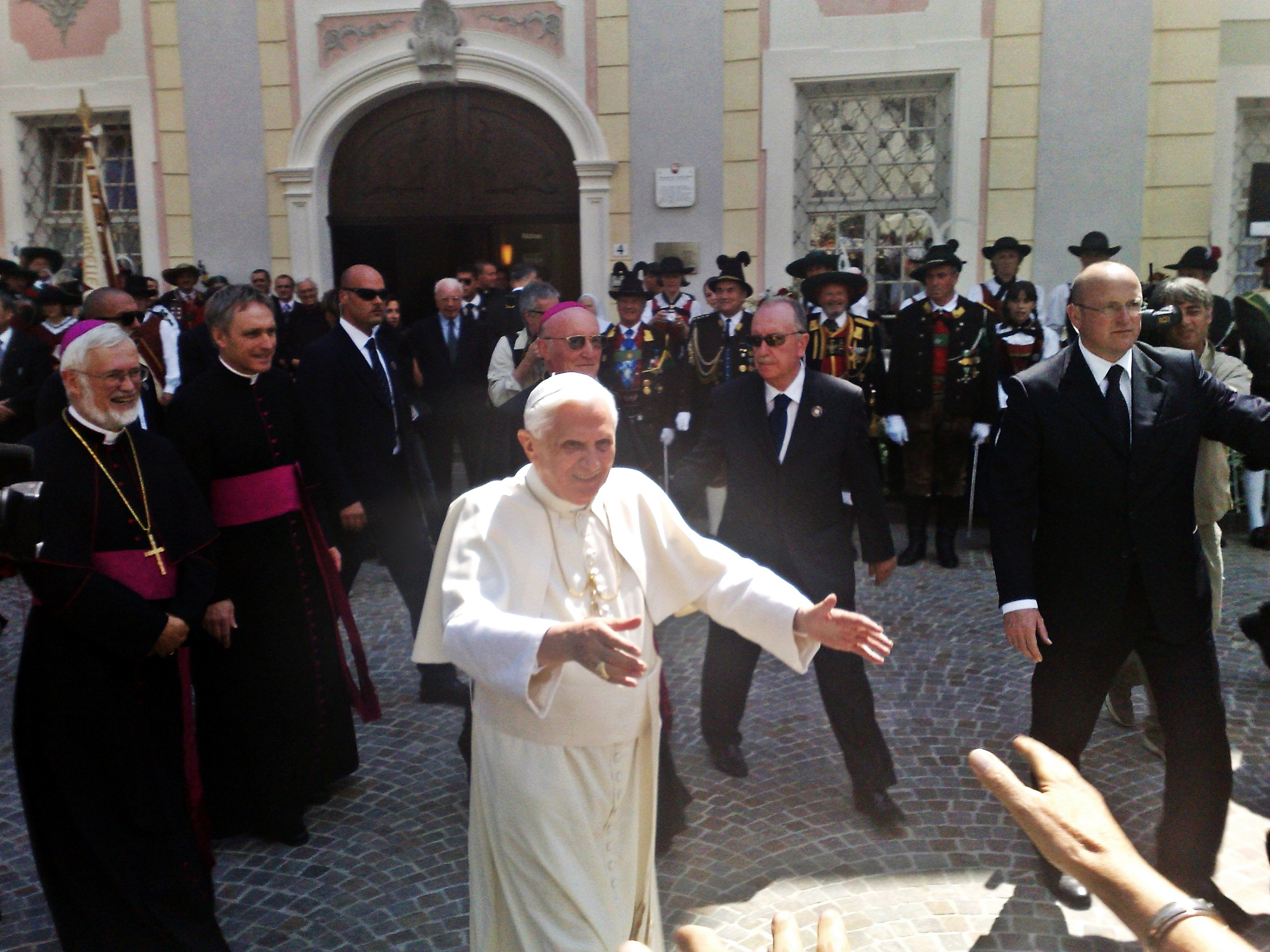
Papa Benedetto XVI in visita alla città nel 2008

Già fin dall'antichità Bressanone è stata legata alla figura del papa. Uno di questi infatti fu il vescovo Poppone di Bressanone, che fu eletto papa nel 1048, con il nome di Damaso II e che sostituì papa Clemente II. Damaso II servì fedelmente l'allora imperatore Enrico III il Nero, accompagnandolo spesso nei suoi viaggi.
Nel 1782, e per altre tre volte, fu invece papa Pio VI che, recatosi in visita a Vienna su richiesta dell'imperatore Giuseppe II d'Asburgo-Lorena, sulla via del ritorno si fermò a Bressanone.
Nell'estate 2008 l'allora pontefice Benedetto XVI decise di soggiornare presso il seminario maggiore di Bressanone dal 28 luglio al 12 agosto. Questa scelta non fu presa a caso; infatti il papa aveva in parte origini tirolesi. Sua nonna materna Maria Tauber-Peintner era nata il 29 giugno 1855 presso il maso Töll a Rasa (Raas), paesino nei pressi di Bressanone, e si era sposata il 9 febbraio 1858 nella chiesa di Sant'Elena a Rio di Pusteria; in seguito si trasferirono a Mühlbach, frazione del comune tedesco di Kiefersfelden.

Già da vescovo, papa Benedetto XVI era stato a Bressanone. La prima volta fu nel 1967, quando era professore a Tubinga, e fece il relatore ad un convegno. Ancora nel 1968 e nel 1976 Ratzinger soggiornò in città, ma solamente come privato cittadino.

Nel 1977 l'allora cardinale e arcivescovo di Monaco e Frisinga soggiornò nel seminario maggiore di Bressanone e nel 1990 vi ritornò ancora, come relatore ad un simposio sulla musica. Molte altre volte l'allora cardinale soggiornò nella cittadina vescovile, e forse anche per questi motivi ha voluto tornarci anche da papa.
Benedetto XVI recitò l'Angelus in piazza Duomo il 3 e il 10 agosto 2008, dove erano presenti anche il presidente emerito della Repubblica Francesco Cossiga e l'ex ministro dell'Economia Giulio Tremonti.

### Tradizioni e folclore
- Sfilata dei Krampus, il 5 di dicembre;
- Törggelen, usanza culinaria di fine autunno;
- Mercatino di Natale nel periodo dell'Avvento;
- Processione di San Cassiano che si tiene la seconda domenica dopo Pasqua lungo le vie cittadine;
- Altstadtfest, una festa che dal 1978 si tiene ogni due anni durante il penultimo fine settimana di agosto, alternandosi con la città di Brunico.[84]

## Cultura

### Istruzione

#### Biblioteche
A Bressanone esistono alcune biblioteche, tra cui la maggiore è quella comunale.
La biblioteca comunale è stata recentemente spostata (2021) dalla sua sede storica a sud-est della Piazza Duomo, presso l'ex edificio della Finanza sotto tutela dei beni artistici, ampliato a una parte dell'edificio dell'ex Tribunale con l'aggiunta di una neo-costruzione. Nella nuova sede la biblioteca ha quadruplicato la sua superficie originaria. Altre biblioteche degne di citazione sono quelle dello Studio teologico accademico Bressanone, della facoltà di scienze della formazione della Libera Università di Bolzano e quella dei frati Cappuccini, che contiene libri qui trasferiti dai conventi di Appiano, Chiusa e Silandro, ovvero oltre 41.500 volumi.
A Bressanone esistono altre biblioteche:
- biblioteca civica - Sezione staccata di Millan, presso scuola elementare di Millan
- biblioteca civica - Sezione staccata di Sarnes, presso scuola elementare di Sarnes
- biblioteca pubblica, presso Sant'Andrea
- biblioteca del centro diocesano per le biblioteche cattoliche pubbliche
- biblioteca del seminario vescovile Vinzentinum
- biblioteca della sede di Bressanone dell'Università degli studi di Padova
- biblioteca popolare cattolica
- biblioteca specializzata e servizio informazioni della "Bottega Terzo Mondo"
- biblioteca specializzata e cooperativa sociale di film documentari della "Casa della Solidarietà - OEW"

### Scuole

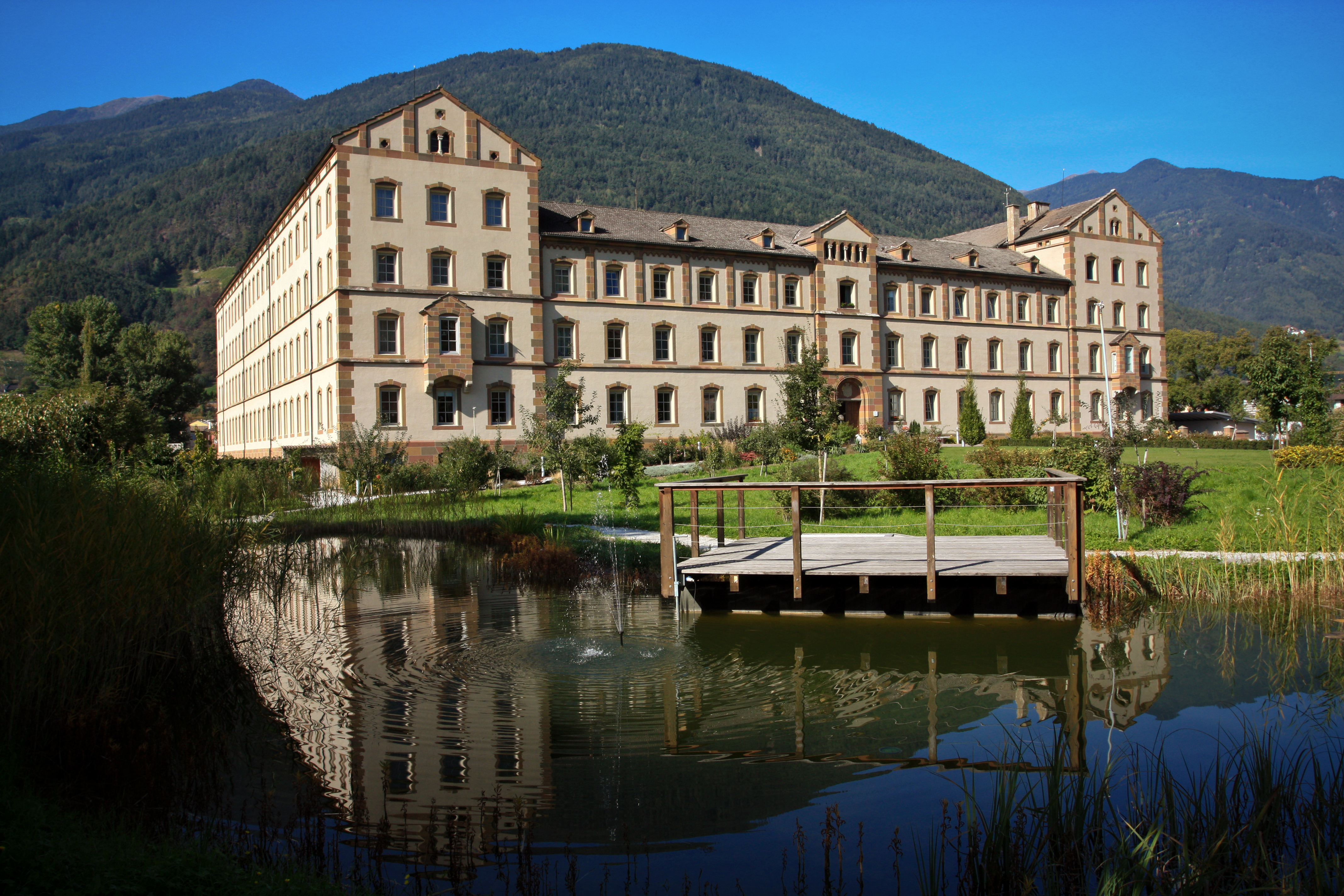
Il Vinzentinum

Le scuole elementari primarie sono 12 (di cui 2 in lingua italiana), presenti anche nelle frazioni del comune. Le scuole medie secondarie di primo grado sono 3 (di cui una in lingua italiana). Per quanto riguarda le scuole secondarie di secondo grado, a Bressanone ne sono presenti 9 (di cui 2 in lingua italiana).
Oltre alle scuole pubbliche, esistono nel comune alcune scuole paritarie, come:
- scuola elementare primaria Freie Waldorfschule
- scuola media secondaria di primo grado Vinzentinum
- liceo ginnasio Vinzentinum

### Università

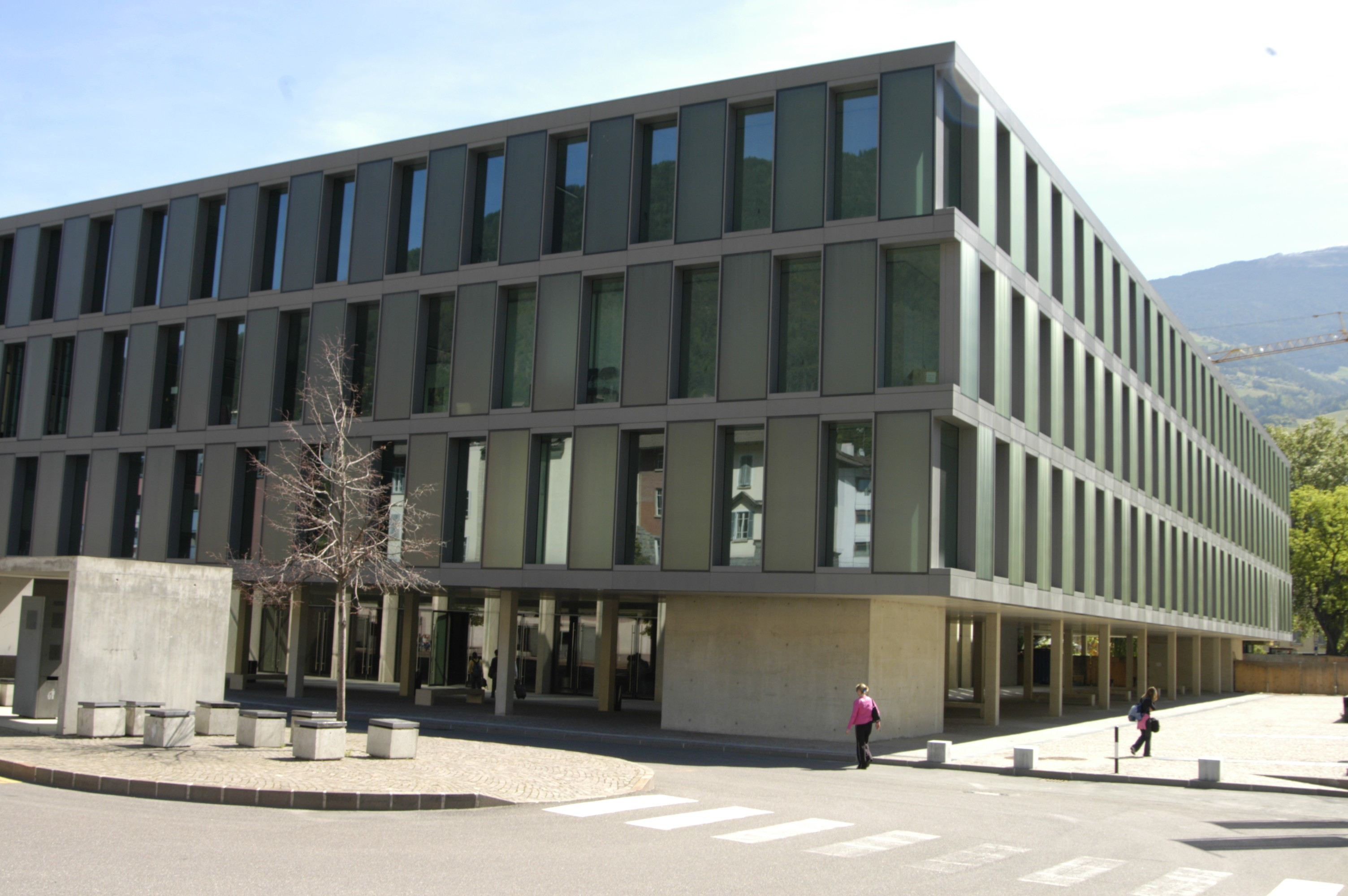
La sede della Libera Università di Bolzano, a Bressanone

Bressanone è anche una città universitaria, in quanto è sede distaccata della Libera Università di Bolzano (LUB), con una facoltà di Scienze della formazione. A Bressanone ha la sede principale lo Studio teologico accademico Bressanone con la facoltà di teologia. Inoltre ospita la sede estiva dell'Università degli studi di Padova.

### Musei
- Museo della farmacia di Bressanone: nuovo museo allestito pochi anni or sono, su come veniva vista e adoperata la farmacia in Tirolo nel passato;[92]
- Museo della Torre Bianca;[93]
- Museo diocesano di Bressanone: esposizione dentro al Palazzo Vescovile, aperto nel 1901 in occasione della festa millenaria della città;[45]
- Mostra permanente sulla tortura: la mostra è allestita con oltre settanta articoli esposti, dando la possibilità al visitatore di dare uno sguardo alle "Ordinanze criminali dell'imperatore Massimiliano I", ovvero l'ordinamento penale della Contea principesca del Tirolo, negli anni tra il 1499 ed il 1771. Gli oggetti danno una visione di come la regione tirolese sia stata in passato scandita dalla forza e dalla violenza. Grazie alla legge penale di Giuseppe II d'Austria, del 2 aprile 1787, la tortura fu abolita in Tirolo. La mostra è allestita presso il caffè "Rosa d'Oro" che dà sulla piazza Duomo.[45]

### Cinema
A Bressanone esistono due cinema, il cinema "Astra" (il primo in città, nell'edificio dell'ex-GIL) ed il cinema "Stella", il primo che proiettava film in lingua tedesca (oltre a film generalmente adatti ad un pubblico adulto), mentre il secondo quelli in lingua italiana.
Dopo la chiusura definitiva del cinema Astra, avvenuta nel 2011, tra il 2011 e il 2018 i locali dell’Astra sono stati luogo di incontro di diverse associazioni e iniziative di tipo culturale, ma anche uno spazio espositivo unico nel suo genere. Nel 2012 l’edificio ha subito una prima ristrutturazione provvisoria.
Il centro, inaugurato nell’ottobre del 2019 al termine di incisive opere di ristrutturazione (superficie complessiva di 670 metri quadri) è gestito dalla ASM Bressanone SpA e propone oggi eventi culturali con particolare attenzione alla cultura giovanile. Ogni lunedì e ogni primo venerdì del mese la sala cinematografica ospita una serie di proiezioni organizzate dal Filmclub di Bressanone.

### Teatro
A Bressanone non esiste un vero e proprio teatro, ma negli scorsi anni spesso si utilizzavano la sala dell'oratorio Don Bosco e la sala della Kolpinghaus ("Casa Kolping") per le rappresentazioni teatrali. La sala del Kolping è stata demolita per dare spazio ad un nuovo convitto studentesco e nel 2010 è stato abbattuto anche l'oratorio Don Bosco.
Nel 2001 è stata costruita una sede più adeguata, il Forum (edificato al posto della vecchia sede del GIL), dove si tengono spesso anche rappresentazioni teatrali.

### Cucina

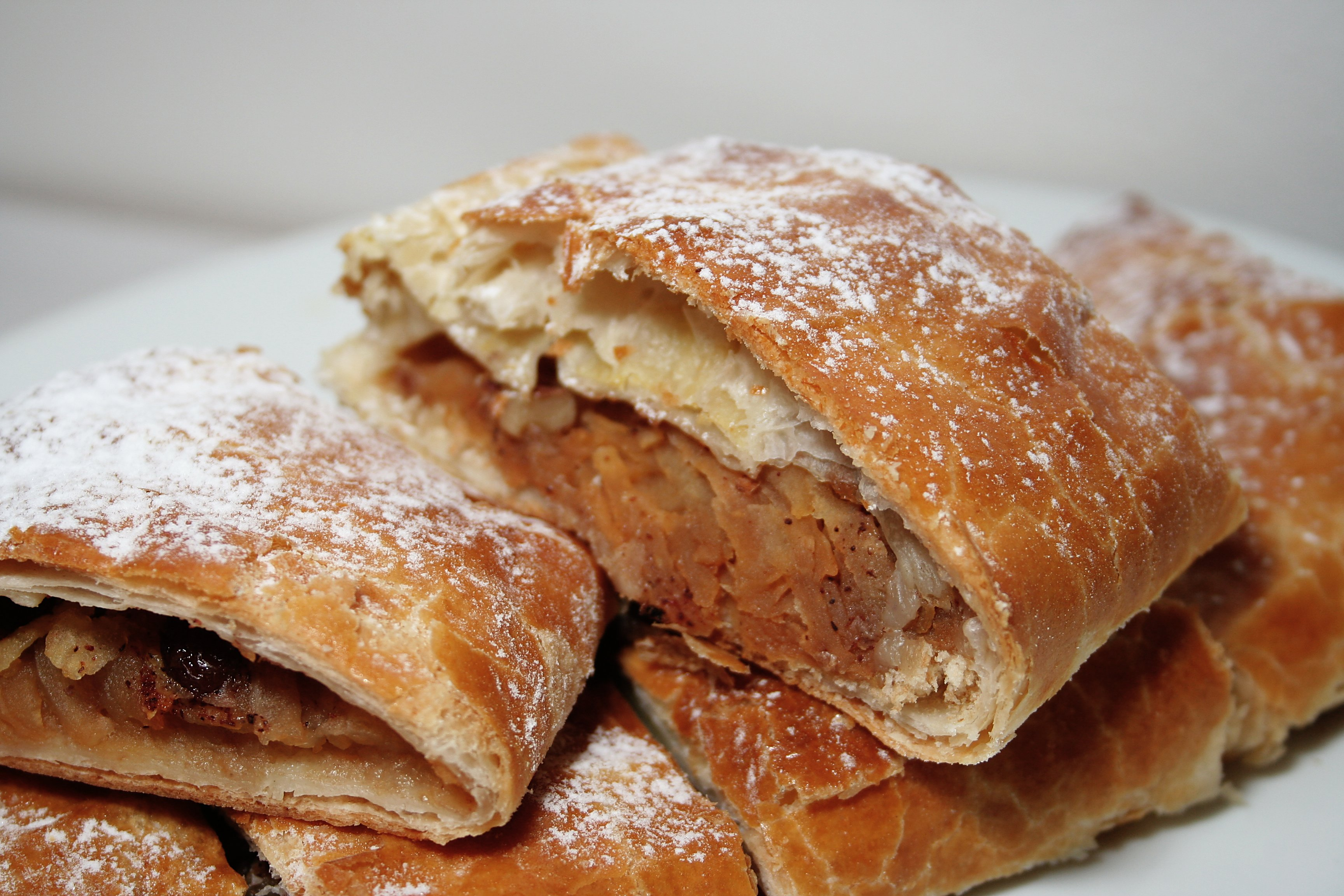
Strudel di mele

La cucina di Bressanone è caratterizzata da alcuni piatti tipici (comuni alla tradizione altoatesina) quali lo strudel, i canederli, i crauti, i würstel, lo strauben e lo speck. Altro piatto tipico sono gli spätzle, gnocchetti di forma irregolare a base di farina di grano tenero, uova e acqua.
Nella zona attorno a Bressanone risulta la nascita di un'usanza detta Törggelen, che consiste nella tradizionale degustazione del vino nuovo in occasione della pressatura dell'uva assieme ad una mangiata di caldarroste.
Esistono anche altre manifestazioni culinarie durante il corso dell'anno; tra queste si riportano qui le maggiormente note:
- "Mercato del pane e dello strudel", a fine settembre;[97]
- "Settimana della buona cucina", durante il mese di marzo.[98]

### Vini
Alcune tipologie del vino DOC prodotto a Bressanone ed etichettato come "Alto Adige Valle Isarco" possono ottenere la menzione "Brixner", limitatamente ai vitigni Kerner, Silvaner, Riesling e Veltliner.
Tra le manifestazioni riguardanti il vino in particolare, si cita "Il vino va in città - Incontro con i vini della Valle Isarco", un incontro annuale che si tiene a fine luglio.

## Geografia antropica

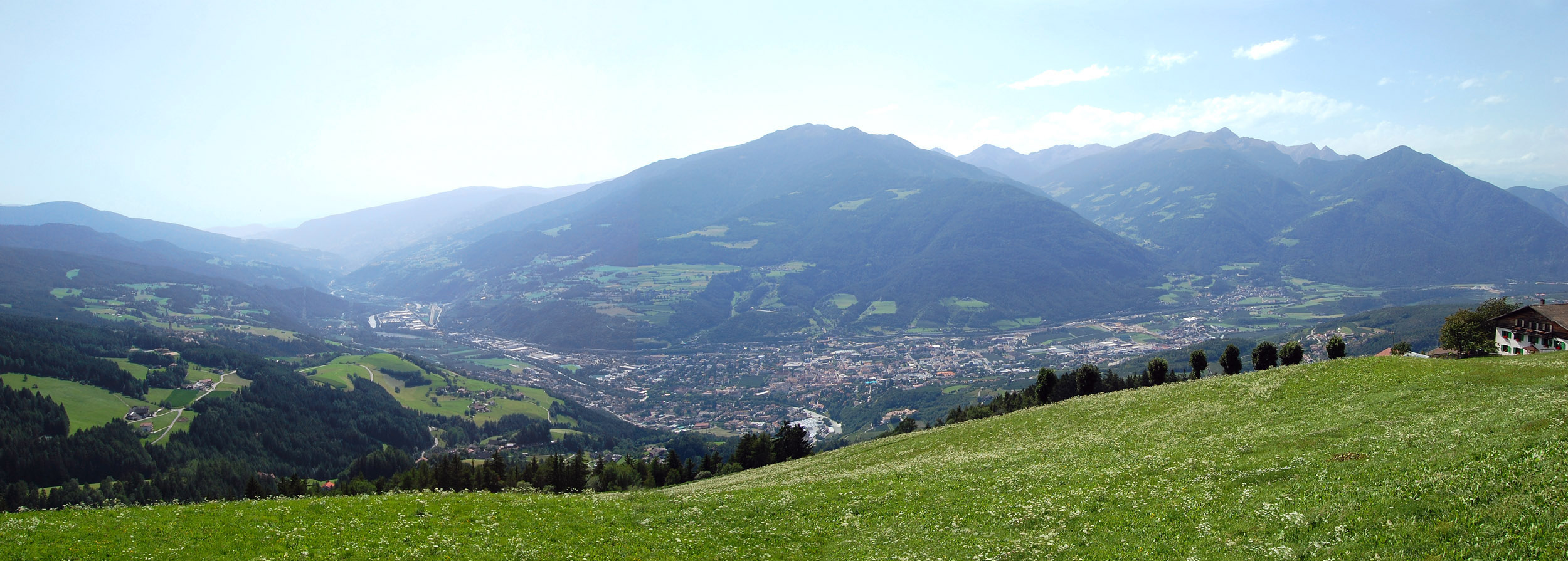
Vista di Bressanone da San Leonardo (2009)

I principali rioni della città -oltre al centro storico- sono:
- Stufles; è il rione più antico della città. Si trova a est della città alle pendici di Costa d'Elvas ed è collegato al centro storico tramite il ponte Aquila. Caratteristica di Stufles sono le piccole vie strette che superano vari dislivelli. Il rione, così come il centro storico, si trova in un'area pedonale;
- Millan; che si trova nella zona sud-est della città, ai piedi della Plose. Alla fine del rione si trova la chiesa Nostra Signora “am Sand”, famoso luogo di pellegrinaggio, dalla quale parte anche la passeggiata Karlspromenade.
- Costa d'Elvas (Kranebitt); si trova a est, in una zona sopra elevata rispetto alla città di Bressanone. Attraverso Costa d'Elvas passa la strada dalla quale è possibile raggiungere Elvas.
- Castellano (Köstlan); rione che si trova tra Millan e Costa d'Elvas.
- Zona 13. Questo quartiere è sorto negli anni ottanta del XX secolo nella zona d'espansione a nord della città sulla base di una planimetria generale elaborata da Othmar Barth. Durante i lavori di scavo per la costruzione di case private e della palestra multipla sono emersi vari reperti di interesse archeologico.[99] Nella palestra multipla, vicino all'ingresso è presente una vetrina che espone una breve documentazione e una piccola esposizione di alcuni reperti emersi durante gli scavi. A nord del quartiere è presente l'ospedale;
- Zona Tinigia (Zinggen); è la parte di territorio a ridosso della "Zona 13", in parte inglobata in quest'ultimo quartiere. In questo territorio troviamo la Chiesa di "Maria Hilf in Zinggen" e il complesso del "Vizentinium";
- Zona Priel; è la parte di territorio sulla quale è stata costruita l'Acquarena e la palestra di roccia.
- Il quartiere del castelliere che si estende su tutto il lato del pendio occidentale e che comprende la via Velturno, via Monteponente, la zona della stazione ferroviaria, via Castelliere e via Havlicek fino al confine con il comune di Varna.

### Frazioni
Le frazioni di Bressanone sono: Albes, Elvas, Eores, La Mara, Monteponente, Sant'Andrea e Sarnes.
Fino al 1928 i "comuni rurali" di Monteponente, Millan-Sarnes, Albes ed Elvas furono annessi a Bressanone; nel 1940/41 seguirono anche Sant'Andrea ed Eores.
La località di Monteponente, che da tempi antichi viene denominata Pfeffersberg, è un grande altipiano sopra la città. Il termine Pfeffer risale ad una tassa che riscossa dalle importazioni del pepe. In questa zona si trova anche il castello di Pfeffersberg, costruito attorno all'anno 1173, accanto all'attuale maso Burger. Nonostante questo fosse stato sede di un tribunale, venne distrutto poco dopo cent'anni.
Monteponente comprende le località di Untereben, Tiles, Caredo, Pinzago, Tecelinga, Perara, Scezze e La Mara, anch'esse parte integrante del comune di Bressanone.

### Altre località
Ricadono sempre nel territorio comunale le seguenti località: Caredo, Cleran, Cornale di Sopra, Cornale di Sotto, Meluno, Perara, Pian di Sotto, Pinzago, Rivapiana, Monte Ruzzo, San Giorgio di Eores, San Leonardo, Scezze, Semperbau, Tecelinga, Tiles e Villa.

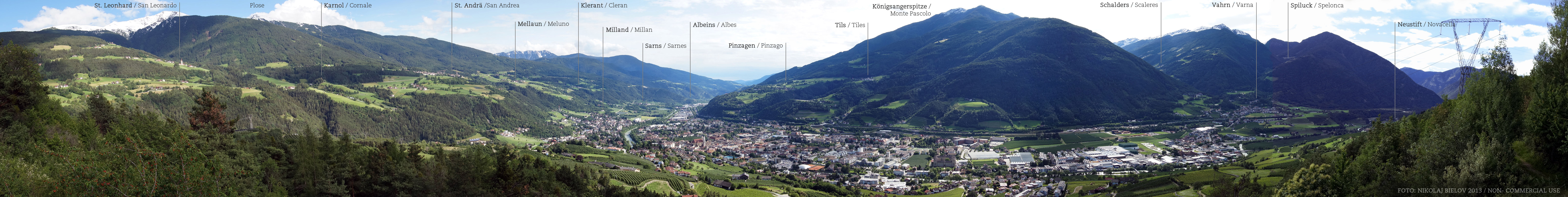
Panoramica di Bressanone vista da Elvas

## Economia

### Turismo
Bressanone è una città di vocazione turistica, soprattutto grazie alle vicine piste di sci della Plose, ma anche quelle di Valles e Maranza. Oltre al turismo sciistico, durante la stagione invernale Bressanone è anche nota per lo slittino, lo sci da fondo e le passeggiate con le ciaspole che si possono effettuare nel suo territorio comunale. Probabilmente è maggiormente nota per il suo mercatino di Natale, che ogni anno porta molti turisti a visitare la città.
Durante la stagione calda invece le zone attorno alla città offrono valide alternative per il trekking e per l'escursionismo (ad esempio a Bressanone arrivano le alte vie Europa e n. 2).
Durante il corso dell'anno 2010, si contano 630.690 pernottamenti nella città vescovile, con una crescita del 1% rispetto all'anno precedente, quando se ne contavano 621.633. Nel 2010, 271.407 erano gli italiani, 257.859 i tedeschi, 25.653 gli austriaci, 16.561 gli svizzeri, 13.257 i cechi, 7.946 gli olandesi, 5.584 i francesi, 4.970 i polacchi e 3.520 gli americani.

### Servizi
Come case di riposo per anziani, a Bressanone esiste la casa del "Santo Spirito" che offre in totale 173 posti letto in diverse sedi:
- struttura Bürgerheim, con 102 posti;
- struttura "Beato Artmanno" (Hartmannsheim), con 23 posti;
- struttura "ex-sanatorio", con 48 posti.

### Industria
Bressanone possiede anche alcune importanti industrie sia a livello locale, che come filiali di ditte estere (soprattutto germaniche).
Tra le maggiormente rinomate, si citano: Alupress, Beton Eisack, Brimi, Durst AG, Fonte Plose, Jungmann, Linel, Melix, Microtec, Nitz Electronics, Parton, Progress, Damiani-Holz & KO.

### Artigianato
Per quanto riguarda l'artigianato, importante e rinomata è la produzione di mobili d'arte, di arredamenti tipici campagnoli e di lampadari di cristallo.

### Organizzazioni
- Organizzazione per un mondo solidale (Organisation für eine solidarische Welt - OEW) è la più grande organizzazione dell'Alto Adige a occuparsi di politiche di sviluppo.

## Infrastrutture e trasporti

### Strade

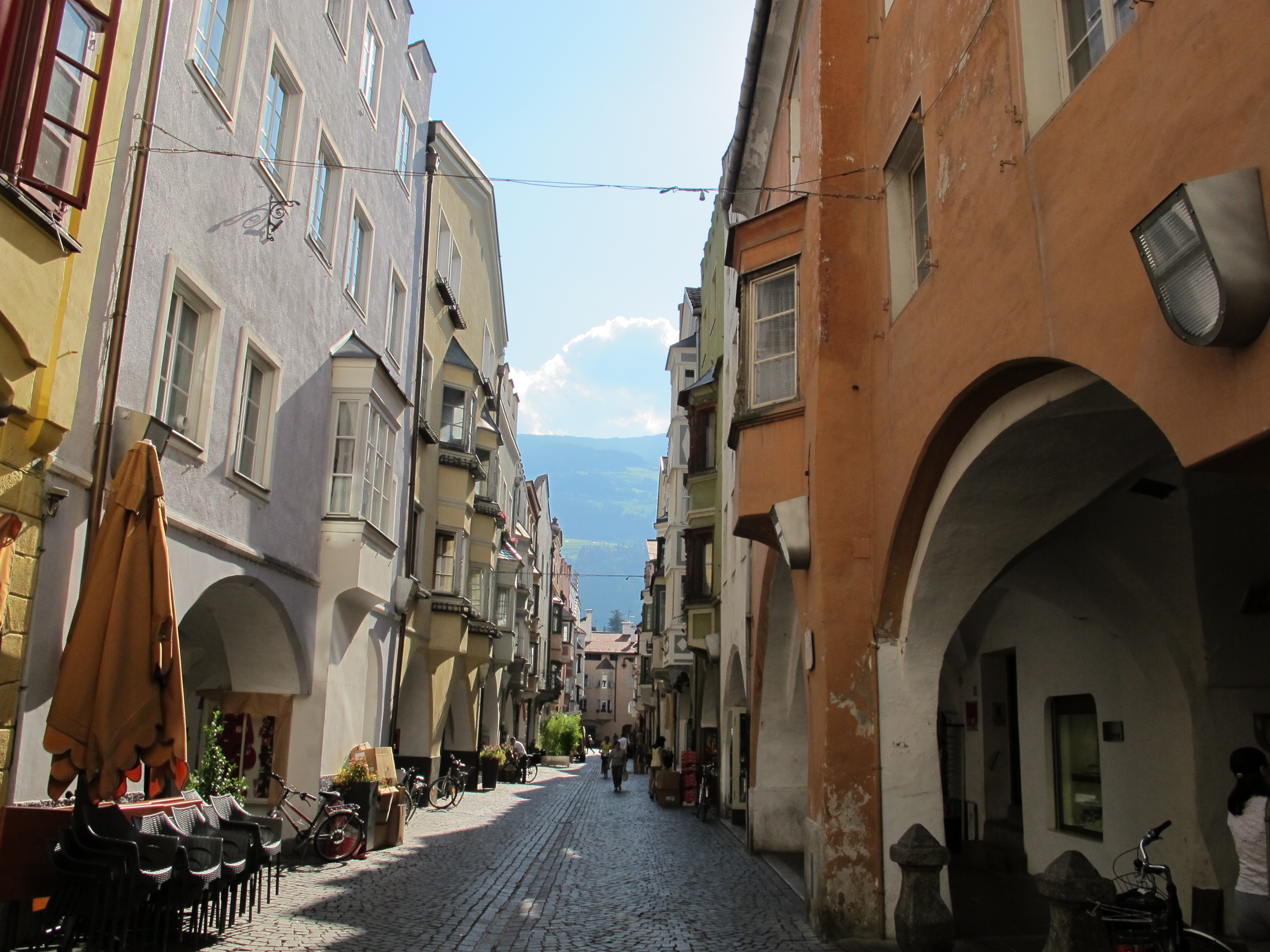
Via Portici maggiori

Bressanone per la sua posizione geografica strategica, è sempre stata in mezzo alle vie di comunicazione del Brennero (val d'Isarco) e di Dobbiaco (val Pusteria).
Il centro cittadino è attraversato dalla ex strada statale 12 dell'Abetone e del Brennero, che nel territorio comunale si congiunge alla strada statale 49 della Pusteria.
Il 16 aprile 2011 è stato inaugurato il primo tratto di tangenziale (ora SS 12). Inizialmente è stata aperta la parte principale dell'intero tracciato (circa 5 km) con lo svincolo sud e relativo sottopasso, assieme alla galleria sud, la galleria nord e lo svincolo Bressanone nord. In tutto la tangenziale è lunga 4,7 chilometri, partendo dalla zona sud, nei pressi della discoteca Max, e sbocca allo svincolo per la val Pusteria, affrontando una prima galleria lunga 1,2 km, uno svincolo per il centro della città e una seconda galleria lunga 768 metri.

### Ferrovie
A Bressanone transita la linea ferroviaria del Brennero e (presso il vicino paese di Fortezza) la linea ferroviaria della Pusteria.
Bressanone è dotata di una propria stazione ferroviaria sulla ferrovia del Brennero. Un'ulteriore stazione (dismessa nel corso del XX secolo) si trovava ad Albes.

### Mobilità urbana
Per collegare le vie del centro con le frazioni, dal 2008 sono attive 3 linee di servizio urbano Citybus.

## Amministrazione
- Comprensorio: Valle Isarco/Eisacktal

| Periodo          | Periodo          | Primo cittadino     | Partito | Carica  | Note    |
| ---------------- | ---------------- | ------------------- | ------- | ------- | ------- |
| 1945             | 1947             | Alberto Onestinghel |         | Sindaco |         |
| 1947             | 1948             | Adolfo Kunz         |         | Sindaco |         |
| 1948             | 1952             | Natale Dander       |         | Sindaco |         |
| 1952             | 1968             | Valerius Dejaco     |         | Sindaco |         |
| 1968             | 1988             | Zeno Giacomuzzi     | SVP     | Sindaco |         |
| 1988             | 2005             | Klaus Seebacher     | SVP     | Sindaco | [ 111 ] |
| 23 maggio 2005   | 10 maggio 2015   | Albert Pürgstaller  | SVP     | Sindaco |         |
| 10 maggio 2015   | 25 febbraio 2024 | Peter Brunner       | SVP     | Sindaco |         |
| 25 febbraio 2024 | in carica        | Andreas Jungmann    | SVP     | Sindaco |         |

### Gemellaggi
- Ratisbona, dal 1969[112]
- Bled (comune), dal 2004
- Havlíčkův Brod, dal 2007

### Città in rapporto d'amicizia
- Marquartstein
- Mantova
- Hall in Tirol
- Terracina

## Sport

### Impianti sportivi
La città offre diversi e polivalenti impianti sportivi, che permettono ai cittadini ed ospiti di poter svolgere molteplici attività sportive, sia d'inverno che d'estate.

#### Sport invernali
È possibile praticare sport invernali grazie a 9 impianti di risalita e 43 km di piste raggiungibili grazie alla funivia della Plose. La pista nera Trametsch con i suoi 9 km di lunghezza e 1.450 metri di dislivello rappresenta la discesa a valle più lunga dell'Alto Adige. Inoltre è possible slittare su molteplici piste naturali da slittino, come la RudiRun, lunga 10,5 km (la più lunga dell'Alto Adige).
Nella zona sud della città si trova il "palaghiaccio Bressanone" per la pratica di pattinaggio e hockey.

#### Sport estivi
Esistono vari impianti sportivi, suddivisi in diverse zone della città:
Nel complesso sportivo della zona sud si trovano lo stadio Raiffeisen Arena con una capienza di 2.000 posti, il palasport con una capienza di 2.000 posti e, presso il cosiddetto "laghetto", il campo sportivo sintetico Jugendhort, dedicato all'ex-sindaco Klaus Seebacher, dove esiste anche la possibilità di giocare a baseball.
Nella zona sportiva nord è stata costruita nel 2000 una tripla palestra con un adiacente campo da calcio sintetico esterno da 100 x 60 metri.
Altro importante impianto sportivo è la piscina, aperta 365 giorni all'anno: l'"Acquarena" un complesso architettonico con una superficie interna di oltre 12000 m², con piscine indoor, saune, palestre, piste da bowling e la palestra di roccia adiacente.
In estate il lido si estende ulteriormente su una superficie esterna di 14000 m² con piscine all'aperto (vasca divertimento con scivolo e vasca olimpionica 50 metri con piattaforma per i tuffi), campi da beach volley e calcio da spiaggia.

### Eventi
Nella primavera del 2007, sui campi di calcio di Vipiteno, Bressanone e Bolzano si è svolta la fase finale del Campionato Primavera TIM - Trofeo "Giacinto Facchetti". Presso lo stadio di Bressanone Raiffeisen Arena si sono svolti due quarti di finale, una semifinale e la finale vinta dall'Inter contro la Sampdoria.
Nell'estate del 2009, alla Raiffeisen Arena, si sono tenuti i campionati del mondo allievi di atletica leggera. La Raffeisen Arena ha inoltre ospitato i Campionati italiani assoluti di atletica leggera nel 2005 e nel 2012.
Nell'ottobre 2011 si è svolta in piazza Duomo il "2. Slackline World Championship", una competizione dove è stato assegnato il titolo campione mondiale di slackline.
La città ha avuto una risonanza internazionale grazie alla manifestazione sportiva riservata ai migliori monociclisti del mondo che si è svolta dal 20 al 31 luglio 2012 su strada sino a Bolzano, nelle piazze, sulla Plose e nelle palestre cittadine. In tale occasione il giapponese Seisuke Kobayashi ha stabilito un nuovo record mondiale sugli 800 metri con un tempo di 2 minuti e 33 secondi.
Altre manifestazioni sportive si svolgono a Bressanone: tra queste lo Stricker Sprint (già Filasprint), manifestazione sportiva invernale, il Caidom, gara di downhill dalla cima della Plose alla piazza Duomo, il "Craft bike Transalp", maratona ciclistica a tappe, e il torneo di tennis Bressanone Challenger.

### Società sportive
La principale società sportiva della città è il Südtiroler Sportverein Brixen (abbreviato SSV Brixen), particolarmente conosciuto per le sue sezioni di pallamano maschile e femminile, che militano ai vertici del campionato italiano, di cui sono tra le compagini più titolate. Il SSV gestisce anche una sezione calcistica, sia femminile (che vanta quale maggior successo la militanza in Serie A2) che maschile (spintasi sino all'Eccellenza), nonché di atletica leggera e altre.
Altri club sono
- WSV Brixen, società di sci che ha portato diversi atleti in nazionale
- L. G. Brixen - Bressanone, dedita all'atletica leggera
- Falcons Brixen, società di hockey su ghiaccio
- Bressanone Basket Brixen, società di basket che milita in serie "D" maschile[129]
- USD Bressanone, società di calcio che milita in "Prima Categoria"[130]
- Dynamic Dance, società di ballo più volte campioni del mondo[131]